# Paysan
Le paysan ou la paysanne est une personne pratiquant une activité agricole ou pastorale, culture du sol, élevage d'animaux en zone rurale et possède un savoir-faire propre à un terroir particulier. La pratique paysanne a évolué vers des métiers : éleveur, agriculteur ou exploitant agricole. En dehors de son acception historique, le terme est aussi revendiqué par certains syndicats, agriculteurs ou communautés rurales ayant adopté une position critique face à l'agriculture productiviste.

## Étymologie et terminologie

### Étymologie
Le mot « paysan » est attesté sous la forme païsant en en 1140, il représente l'altération probable de *païsenc (forme non attestée),. C'est un dérivé du mot païs « terroir, région, pays » auquel est ajouté le suffixe -enc d'origine germanique -ing (cf. cormoran, etc.). Païs d'abord « région, contrée », quant à lui, représente l'évolution phonétique régulière du latin médiéval pagensis qui a pris à l'époque son sens de « pays », ou plus précisément d'une forme bas latine page[n]sis (VIe siècle, Grégoire de Tours) désignant l'« habitant d’un pagus », puis « territoire de la cité, canton », enfin « pays natal ». Une forme féminine de païsant a existé jusqu'au XVIe siècle : païsante, païsande, ensuite remplacée par le mot paysanne.
La substitution de suffixe -ant à -enc est peut être due au fait que païsens en était le cas sujet en ancien français, païsenc en était le cas régime, par la suite graphié païsans / païsant d'après le type fréquent -anz / -ant (comme granz / grant « grand »),.
Dans le domaine d'oc, le terme désignant l'habitant du « pays », pagès en ancien provençal, est directement issu du latin pagensis. Un dérivé latin de pagus : paganus signifiant « du pagus, de la campagne, de village», dont l'emploi substantivé signifie « habitant du pagus, paysan, villageois » a donné les mots français païen et paganisme (création savante).

### Aspect sémantique
Il est attesté dès l'origine au double sens de « celui qui habite la campagne et cultive la terre » (1140) et de « celui qui habite le pays, autochtone » (1155) ou encore « celui du canton, du village ». Le mot paysan comporte également deux aspects : l'un positif lorsqu'il réfère au lien avec un terroir, l'autre négatif lorsqu'il est rabaissant pour une personne. En France, à la fin du XIXe et au début du XXe siècle, ce terme est souvent remplacé par celui d’agriculteur ou l'expression exploitant agricole ; d'autres termes sont proches, comme cultivateur, éleveur ou fermier,. Le terme a parfois eu des connotations péjoratives, mais il est de nouveau valorisé.
Un « paysan » ou une « paysanne » est une personne vivant à la campagne et qui mène un travail agricole qui lui permet de vivre (culture, élevage…).

### Autres usages actuels
L'expression monde paysan désigne de nos jours le groupe des personnes vivant de leur activité agricole.
Au début du XXIe siècle, certains agriculteurs se qualifient de « paysans » en se référant à l'idée d'une personne effectuant une agriculture différente de celle, manufacturière, qui s'est développée depuis le milieu du XXe siècle et qui engendre différents problèmes environnementaux et sanitaires et voit diminuer le nombre des agriculteurs. Selon Estelle Deléage, si la fin de l'agriculture traditionnelle est annoncée dans les pays du Nord depuis les années 1960-1970, ce ne sera pas forcément le cas dans l'avenir. Ces paysans œuvrent selon des conceptions différentes de l'agriculture productiviste et sont, selon Estelle Deléage, « probablement plus "modernes" que les agriculteurs qui persistent à être des entrepreneurs agricoles » sur certains aspects, dont celle de la considération d'un patrimoine commun à transmettre aux générations à venir.

## Histoire

### Du nomadisme à la sédentarisation
Si l'on considère qu'un paysan est une personne attachée à un pays sur lequel elle organise par son travail sa subsistance, on peut alors constater que l'histoire des paysans a pu commencer avant le néolithique proprement dit (caractérisé par la domestication des espèces) dès que l'homme se sédentarise. Cette phase, que l'on ne sait pas très bien nommer, est appelée selon les auteurs proto-agriculture, cueillette intensive (Intensive gathering (en)), agriculture pré-domestique ou encore Révolution à spectre étendu (Broad spectrum revolution (en)) selon Kent Flannery. Ces chasseurs-cueilleurs sédentarisés ou en cours de sédentarisation se rencontrent ainsi au Zarzien et au Natoufien lors de la phase pré-néolithique du Proche-Orient ou lors de la période Jomon au Japon. À ces époques au Proche-Orient, les cueilleurs collectent des espèces de plus en plus diverses (céréales, légumineuses, fruits secs, figues); ils savent les conserver et moudre les grains. On peut alors parler de cueilleurs-paysans.
Depuis la préhistoire le paysan sédentaire a cependant souvent été opposé au chasseur-cueilleur nomade ou à l'éleveur nomade. Depuis le début des grandes civilisations, il faut aussi distinguer les paysans sans terres et sans droits de leurs propriétaires ou patrons dont certains sont aussi de petits paysans mais d'autres de grands seigneurs latifundiaires avec tous les intermédiaires possibles.

### En Europe

#### Les paysans au Moyen-Âge
Dans l'Antiquité tardive, les latifundia étaient cultivés par des esclaves. Lentement, notamment pendant la période carolingienne, mais même sous les Mérovingiens, les esclaves sont affranchis par leurs maîtres, et ne sont donc plus esclaves. Ils continuent néanmoins à travailler pour leur seigneur. En effet, les anciens esclaves sont chasés par le seigneur affranchisseur sur un manse, et deviennent tenanciers. Ils occupent donc une terre (le manse) qui leur appartient en propriété utile, mais le seigneur garde la propriété éminente, et ils la cultivent librement. On trouve sur ces manses une petite maison, des cabanes excavées dans lesquels les tenanciers peuvent faire de l'artisanat, ainsi que souvent un jardin, comme à Vieux, dans le Calvados. En échange, ils doivent des corvées, c'est-à-dire des jours de travail sur la réserve, sur la terre appartenant en propriété directe au seigneur. Ils doivent aussi des redevances en nature, en céréales (froment, seigle, orge, avoine) et en bétail (porcs, volailles, etc.).
D'autres paysans sont alleutiers, c'est-à-dire qu'ils sont propriétaires directs de leur terre, l'alleu ou franc-alleu, et ne dépendent d'aucun seigneur. Au haut Moyen Âge, une bonne partie d'entre eux, souvent forcés, donnent leur terre à un seigneur, et celui-ci les chasent sur leur propre terre en retour. Ils doivent alors des corvées et des redevances. L'interêt pour eux est de se placer sous le mund, la protection seigneuriale, et d'obtenir une certaine sécurité économique notamment l'accès aux investissements seigneuraux (four banal, …) qui est néanmoins obligatoire et payant. Le seigneur a pour devoir moral d'assurer la bonne survie de ses paysans.
Le vocabulaire employé dans les textes est assez peu précis, et il faut prendre des précautions. On trouve les termes mancipia et serui (qui a donné serf et qui signifie esclave en latin classique). Comme le montre Nicolas Carrier, le même mot peut désigner plusieurs réalités en fonction de la région et de l'époque, et deux mots différents à la même époque peuvent désigner la même réalité.
Les paysans vivent dans des maisons en torchis (mélange de terre et de paille) ou en pierre; le plus souvent couvertes de chaume (paille). Ils n’ont souvent qu’une seule pièce, mal éclairée par de petites fenêtres sans vitres et fermées par des volets. Le sol est en terre battue, le mobilier est simple : lit garni d’une paillasse, quelques meubles.

L'activité de paysan est très difficile, leurs travaux sont effectués du lever du soleil jusqu’au coucher. Ils doivent faire de nombreux travaux et corvées pour leur seigneur. Leur vie est rythmée en fonction des saisons et des mois. Il y a le mois de la taille des vignes, du labour, du fauchage de l'herbe, des semailles, des vendanges… Pour travailler la terre, ils utilisaient l'araire : charrue dépourvue de roues qui scarifie la terre sans la retourner. Ensuite est arrivée la charrue, elle comporte trois pièces principales : le coutre (couteau qui coupe verticalement la terre), le soc (coupe horizontalement en profondeur) et le versoir (retourne la terre coupée sur le côté).

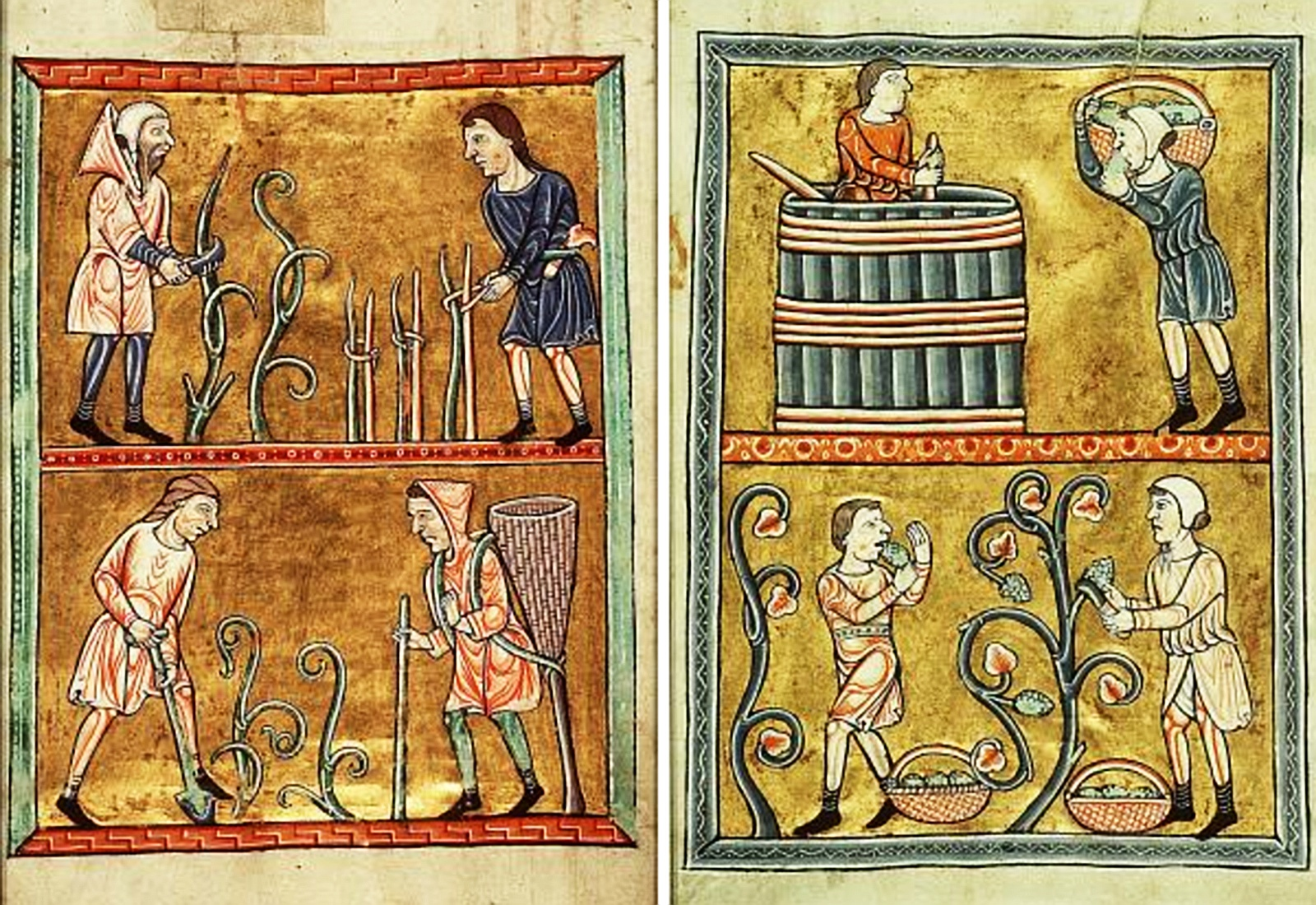
Culture de la vigne et fabrication du vin, enluminures d'un psautier, vers 1180.
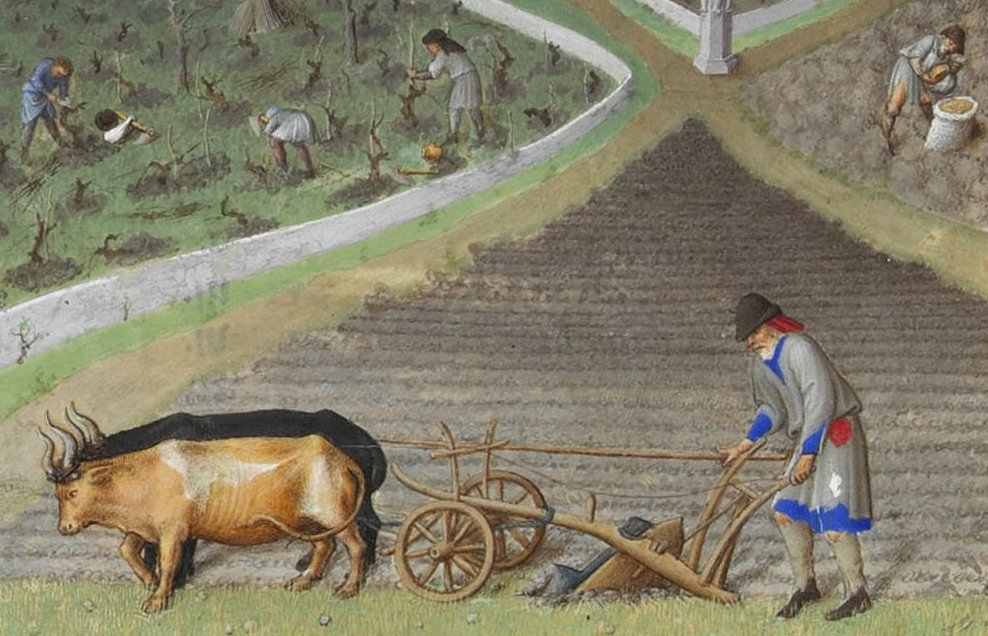
Labour dans Les Très Riches Heures du duc de Berry.
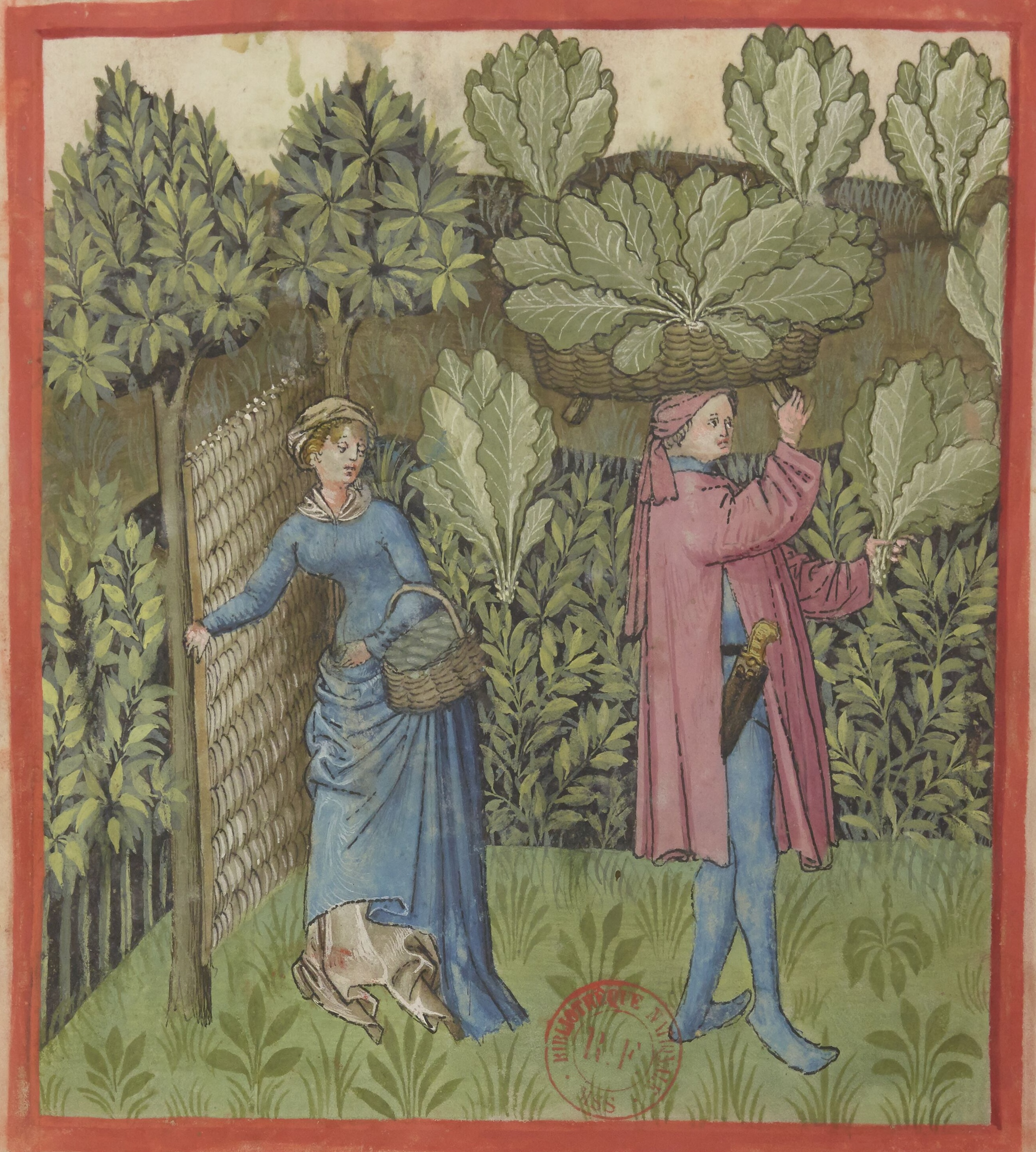
Récolte du chou (Tacuinum sanitatis, XVe siècle).
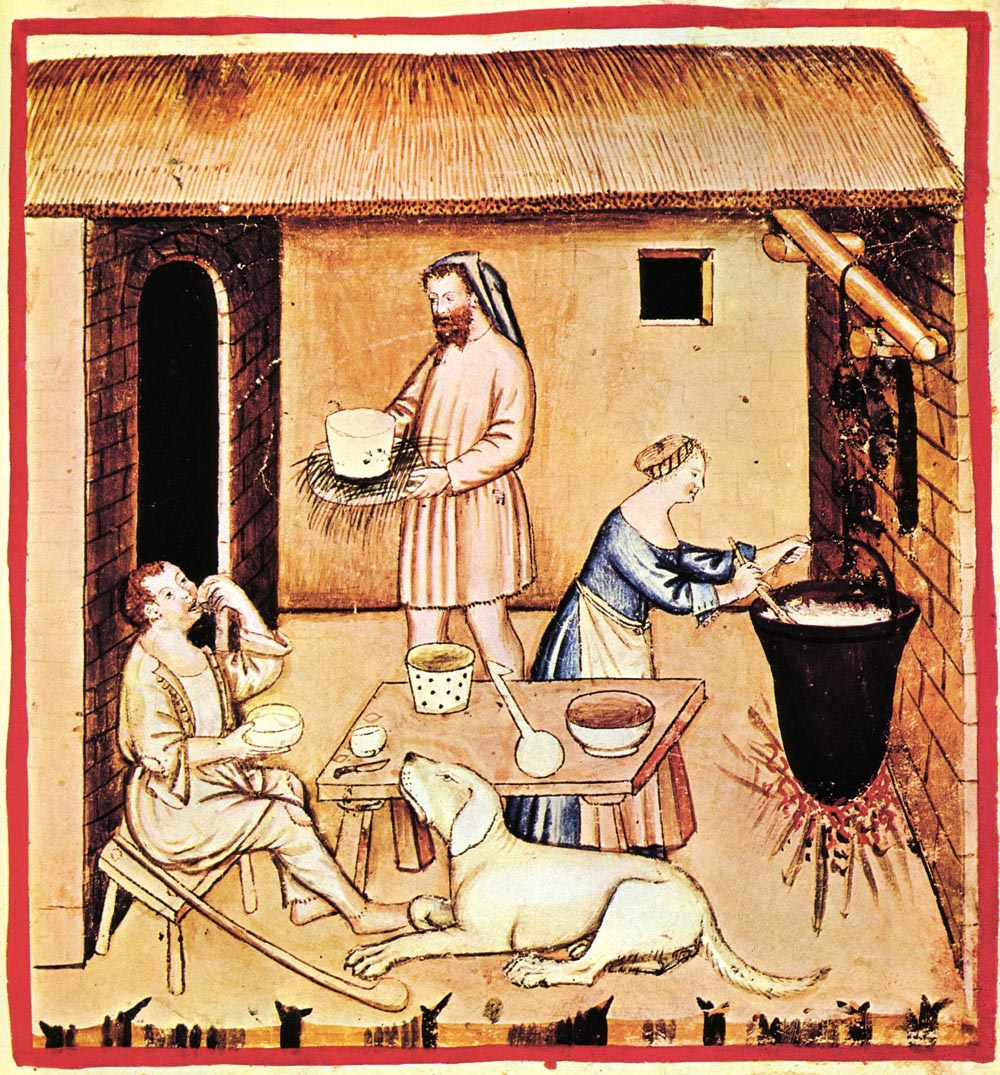
Préparation du fromage, Tacuinum sanitatis.
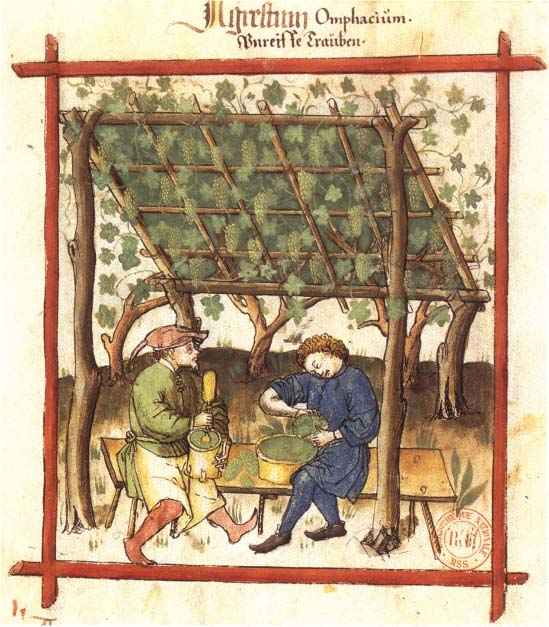
Récolte du raisin blanc pour faire du verjus (Tacuinum sanitatis, 1474).
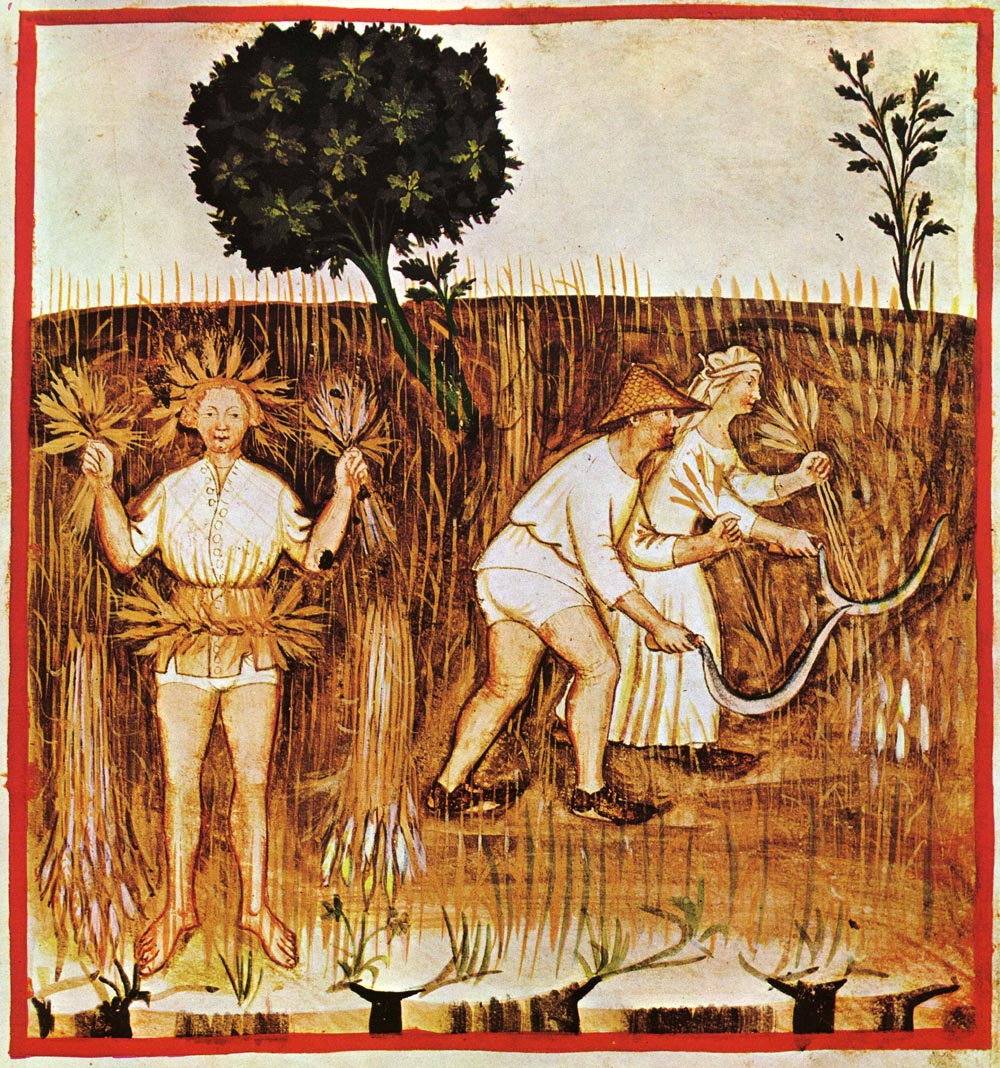
Été, Tacuinum sanitatis.

Voir aussi L'organisation féodale au début du Moyen-Age

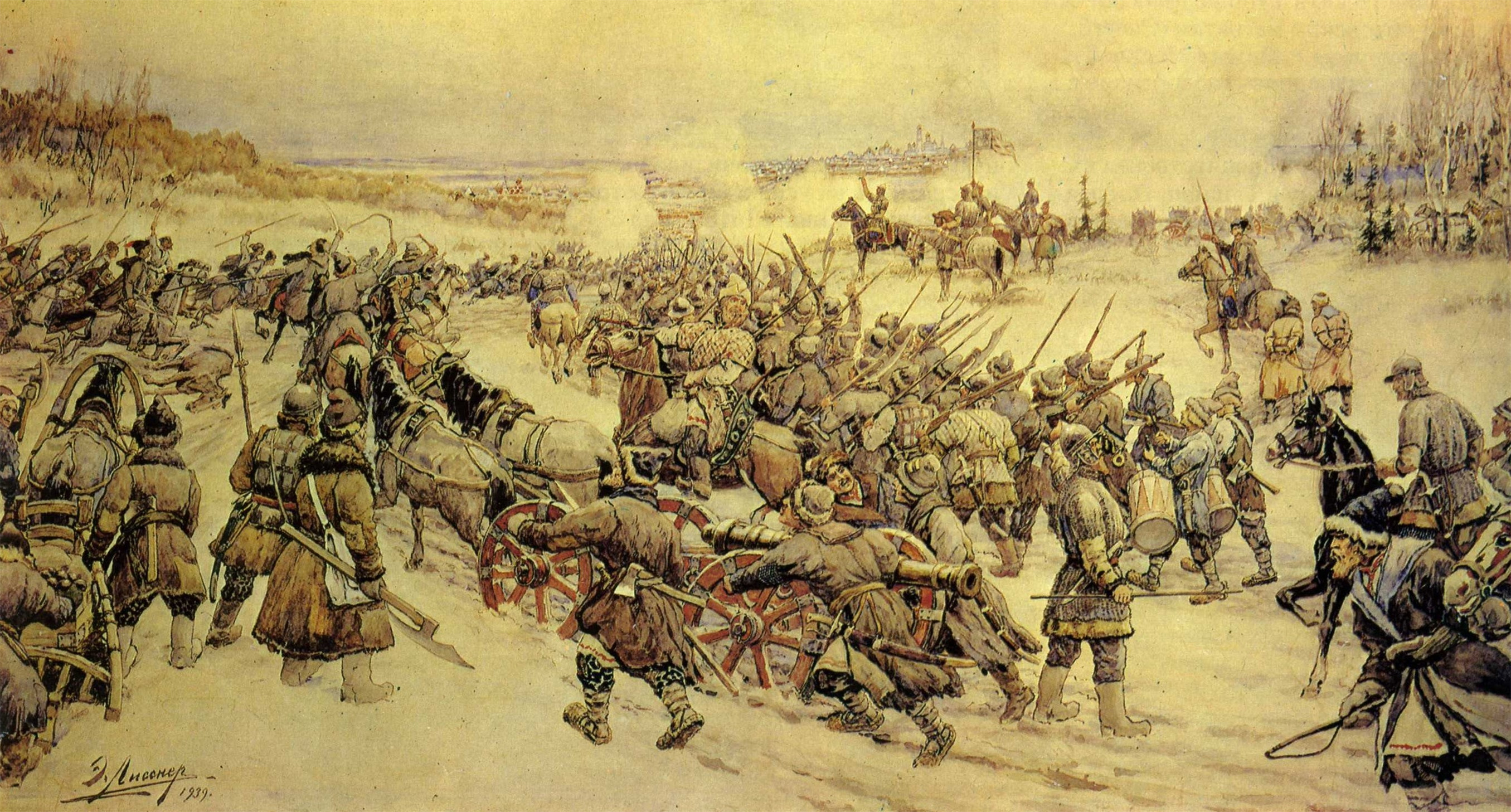
Paysans et vagabonds de Bolotnikov contre les troupes régulières à la bataille de Nizhniye Kotl, près de Moscou.

#### Évolution à la fin du Moyen-Âge et sous l'Ancien Régime
Voir Organisation féodale et communautaire et Conséquences

#### La suppression du système féodal
Voir La fin du système féodal

#### Révoltes
En ce qui concerne les révoltes, jacqueries et guerres de paysans, le Moyen Âge européen en connaît plusieurs. Par exemple, la révolte normande de 996 a lieu dans le duché de Normandie. En 1358, en pleine Guerre de Cent ans, la Grande Jacquerie a lieu dans les campagnes françaises d'Île-de-France, de Picardie, de Champagne, d'Artois et de Normandie. En 1381, l'Angleterre connaît la révolte des paysans dirigée par John Ball et Wat Tyler qui menèrent 100 000 paysans révoltés dans Londres avant d'être éconduits et dispersés. De 1437 à 1438, la principauté de Transylvanie connaît la révolte de Bobâlna ; en 1514, une autre grande jacquerie aura lieu en Transylvanie, menée par György Dózsa. En Russie où le servage était dominant, il y eut de nombreuses révoltes, auxquelles participèrent les serfs et les cosaques du Don, comme celles d'Ivan Bolotnikov, Stenka Razine (1669-1671) et Pougatchev ; celle de Stenka Razine qui rassemblait des éléments très divers a été souvent interprétée comme une révolte paysanne notamment par Trotsky et Eric Hobsbawm en particulier parce qu'il y avait parmi les révoltés de très nombreux paysans farouchement opposés au servage.

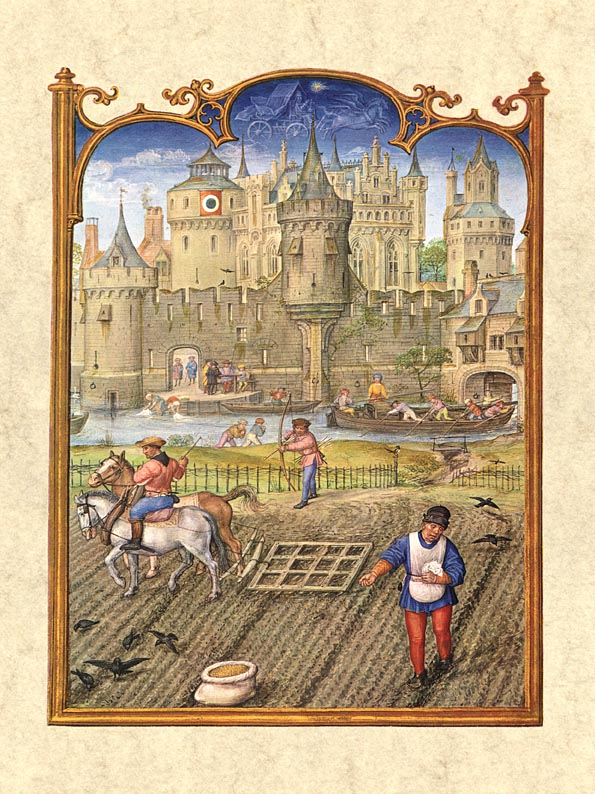
Octobre, extrait du Brevarium Grimani, fol. 11v (Flamand), vers 1510.

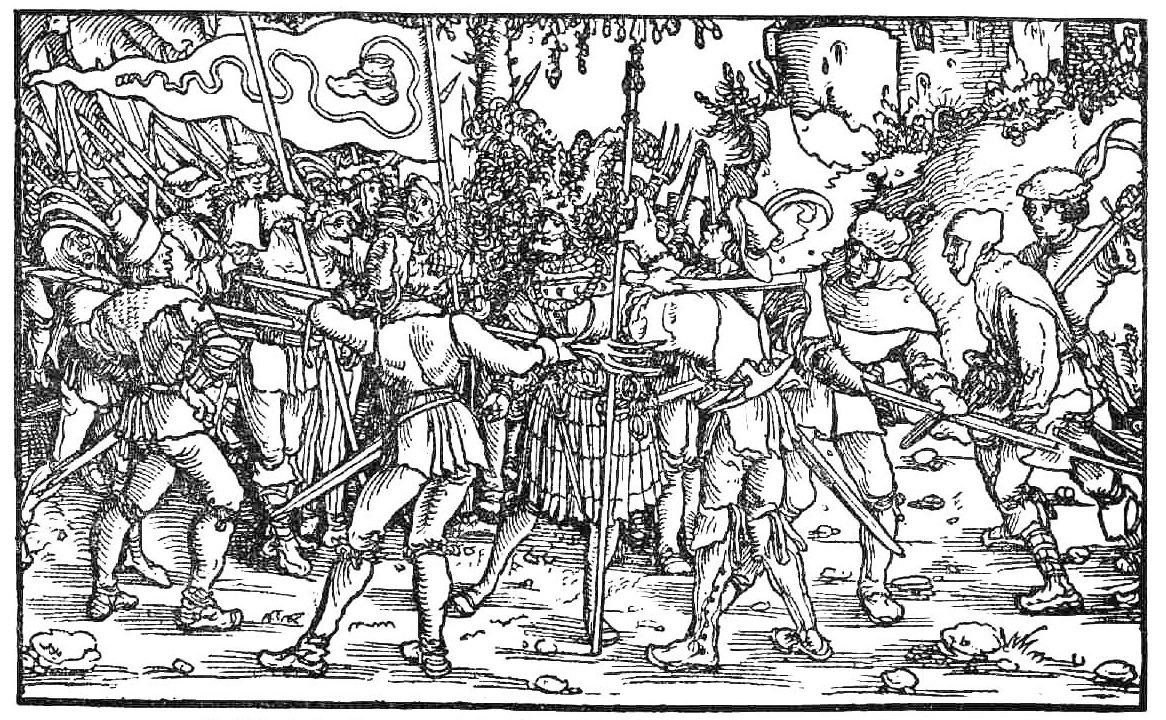
Paysans allemands avec l'enseigne de la Bundschuh cernant un chevalier (gravure de 1539)

En Allemagne, au début du XVIe siècle, la guerre des Paysans est un soulèvement paysan qui a lieu dans plusieurs régions. Leurs revendications sont consignées dans le manifeste des Douze Articles (20 mars 1525). Ces revendications sont fort proches de celles des paysans français à la veille de la Révolution. Tous les soulèvements paysans de l'époque finissent par être écrasés par les Nobles avec le soutien des Princes et des Églises et donnent lieu à des répressions féroces.

### Industrialisation de la production alimentaire
Durant le développement de l'agriculture et la modernisation des moyens de production (mécanisation, spécialisation des tâches etc.), l'activité paysanne est présentée comme archaïque et devant être modernisée, sous peine de disparaître. Apparaît alors une dissociation entre l'identité de paysan et celle d'agriculteur.
En 2005, les pays dits « en cours d'industrialisation » ont souvent une agriculture qui est pratiquée majoritairement de façon dite « paysanne », tandis que les pays dits « industrialisés » ont une agriculture à caractère industriel et des territoires aux activités diverses. Des scientifiques, tels Bill Reimer et David R. Dávila-Villers, décrivent trois types de mondes ruraux, concernant tous les pays : celui des « entrepreneurs », celui des« agriculteurs familiaux » et de la « paysannerie », étant l'activité considérée à la base de l'économie rurale traditionnelle, et celui des « paysans » qui peinent à vivre de leurs activités et qui sont souvent oubliés des stratégies de développement concernant les personnes les plus pauvres.
Cette même année 2005, il y a 2,5 milliards de paysans parmi les 6,4 milliards d'humains dans le monde, soit 39 % d'entre eux. Parmi les paysans, environ 1,3 milliard sont des « actifs agricoles ». Parmi l'intégralité des humains, environ 1,2 milliard d'entre eux vivent avec moins de 1 dollar par jour, seuil sous lequel il est considéré qu'une personne est en situation de « pauvreté extrême », et les trois-quarts de celles-ci vivent en zone rurale. Le chercheur Yves Dupont souligne qu'il y a aussi 500 millions de paysans sans terre et de très nombreuses personnes issues des mondes ruraux sont amenées à migrer.

#### En Asie

Assemblée de paysans prêts à la révolte (Révolution Donghak, Corée, 1894-1895).

### Des divergences géographiques

#### L'Antiquité méditerranéenne

La paysannerie dans le monde
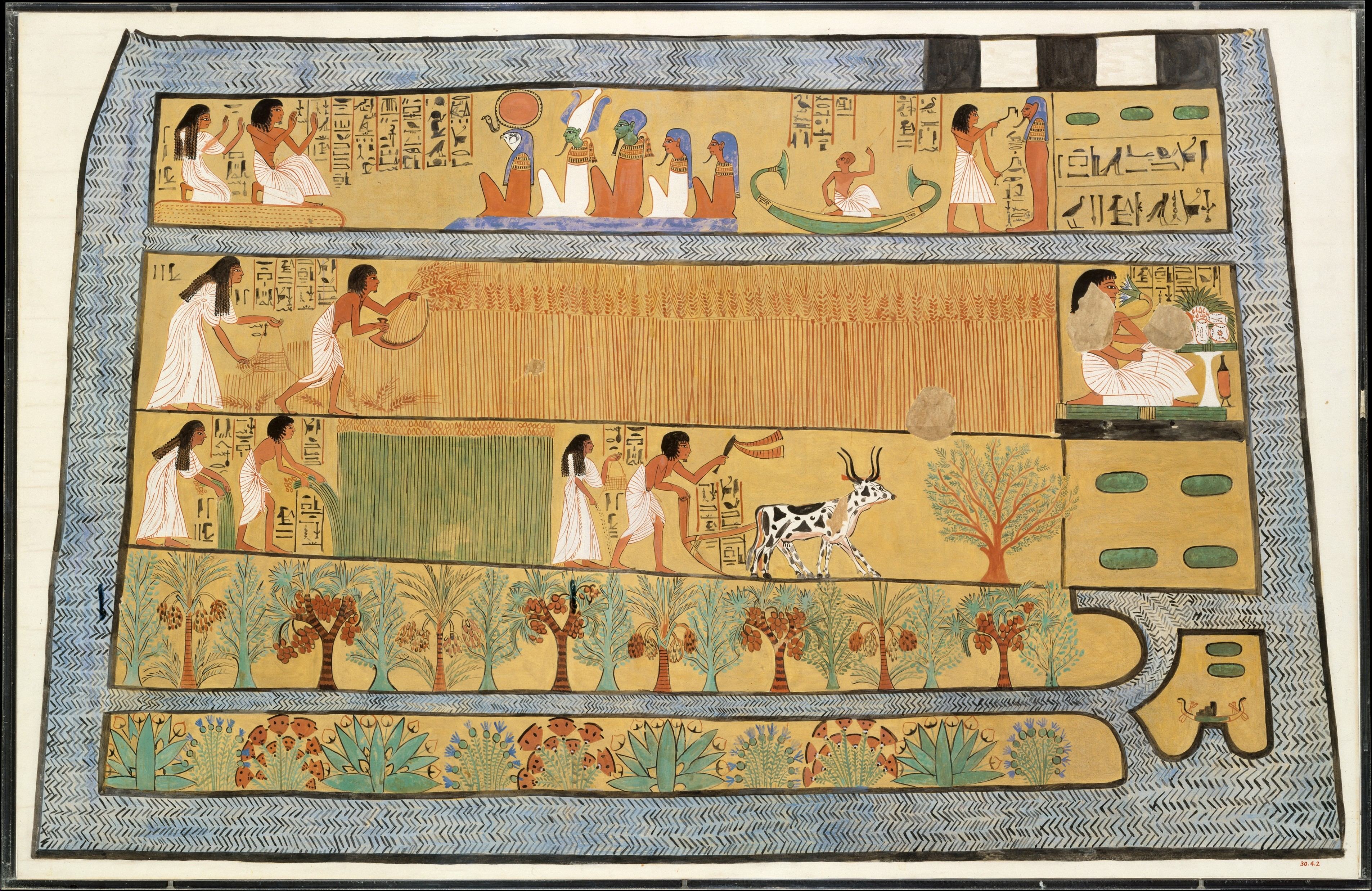
Travaux paysans dans l’Égypte antique, fac-similé d'une fresque de la tombe de Sennedjem, sous la XIXe dynastie égyptienne.
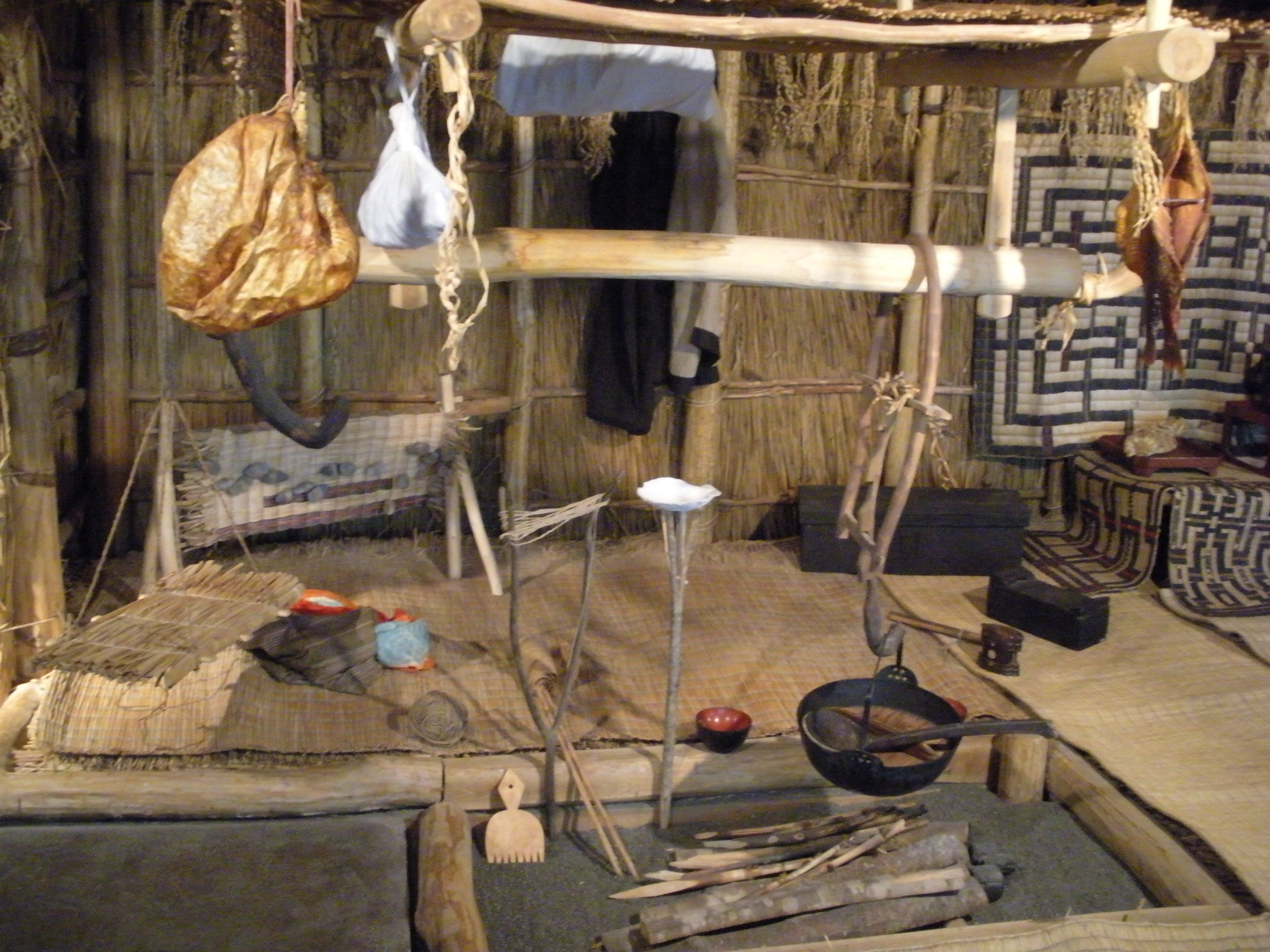
Les Aïnous, censés descendre des populations Jomon, avaient en gros conservé leur mode de vie néolithique à la fin du XIXe siècle (reconstitution d'intérieur).
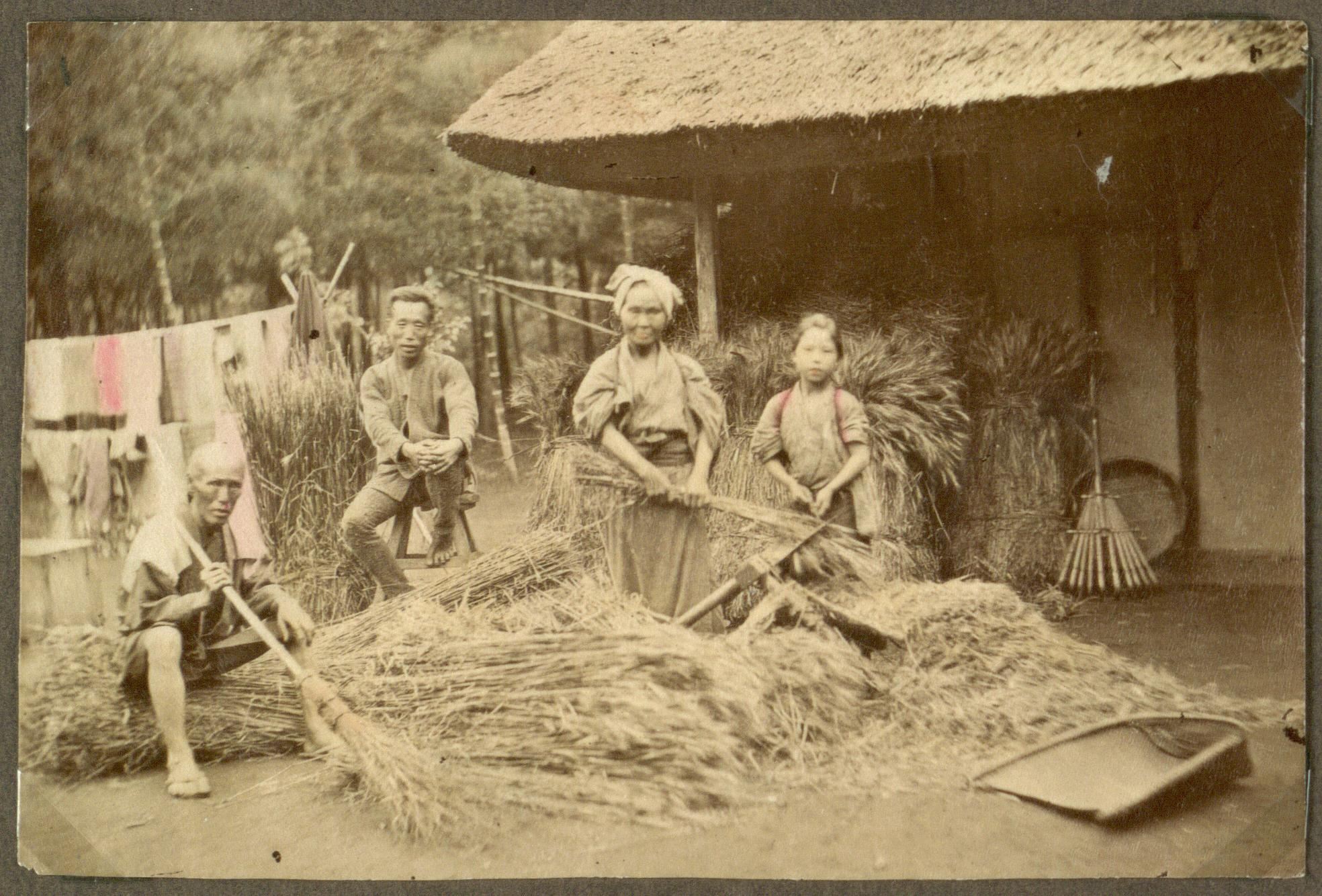
Battage de céréales, au Japon XXe siècle ?).
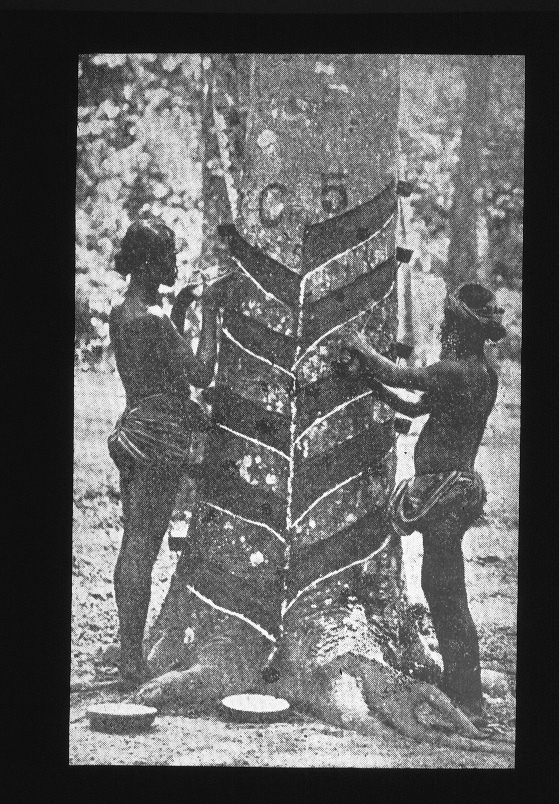
Durant l'époque moderne, de nombreux paysans des régions tropicales durent travailler dans des plantations dirigées par des étrangers. Ici pour la récolte du caoutchouc aux Philippines, très probablement pendant la période américaine

## Définitions selon les sciences sociales
Le mot paysan a été étudié par des théoriciens des structures sociales, aussi bien en sociologie, en anthropologie, qu'en géographie. La notion, en tant que telle renvoie à un collectif. Karl Marx théorise le mot paysan à partir de la notion de classe sociale. Ferdinand Tönnies envisage le paysan comme étant partie d'un village, d'une communauté. Émile Durkheim oppose le rural où s'exprime une « solidarité mécanique », faite de valeurs communes où les individus ne sont pas différenciés, en opposition avec la « solidarité organique » en ville, faite de différenciation et d'autonomie. Maurice Halbwachs, quant à lui, définit le paysan par son appartenance à un « groupe domestique rural », qui lie la vie domestique et la vie professionnelle. Robert Redfield, distingue les « primitifs » des paysans, à la suite de son étude de communautés rurale du Mexique, selon lui les paysans forment une « part society », intégrée, de façon plus large dans la société, qui fixe des règles, sans pour autant leur faire perdre leur autonomie, il y a une dépendance. Le travail anthropologie et folkloriste, Jean-Michel Guilcher ou Anatole le Braz, par exemple, a également conduit à chercher les détails de la paysannerie, qui se mêle à des études régionalistes. Plus récemment, ce sont les géographes qui étudient le terme.
L'étude du mot « paysan », est un thème central dans les études de géographie, dans le sens d'expliquer le lien entre le groupe social et son milieu. On peut citer plusieurs auteurs ayant travaillé sur ce sujet : Paul Vidal de la Blache, Jean Brunhes, Albert Demangeon. L'étude de monographies sur des portions de territoire, contribuent à définir le mot paysan dans sa diversité, pour en rechercher non pas le fondement, mais les adaptations locales.

## Un statut protégé par la communauté internationale

### Déclaration de l'ONU

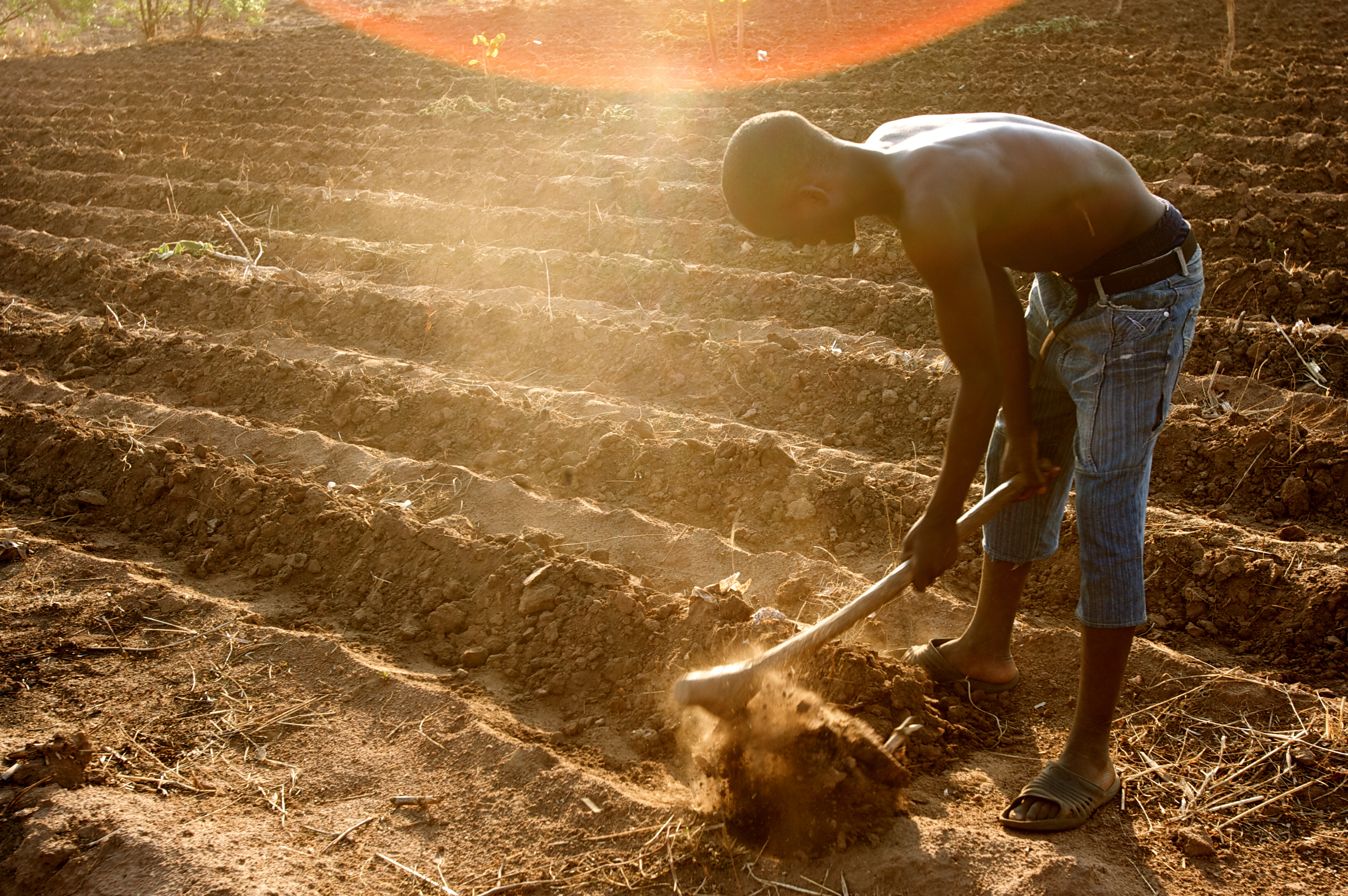
Un paysan prépare son champ pour les semis, au Malawi, en 2009.

En 2018, l'Organisation des Nations unies (ONU) déclare que si les paysans sont à la base de l'alimentation des humains, ils rencontrent souvent des problèmes quant à leurs droits, par exemple à cause de politiques ou de relations économiques qui sont en leur défaveur. De plus, leur activité est soumise au climat et à l'évolution du milieu local, ce qui va les fragiliser davantage avec les destructions environnementales dues aux hommes et les changements que va provoquer le réchauffement climatique en cours,. Parmi les paysans et autres personnes vivant en zone rurale, il y a souvent des inégalités hommes-femmes, ces dernières étant souvent discriminées en ce qui concerne notamment le droit à la terre, son accès, son utilisation et son contrôle, en plus de recevoir des rémunérations moindres que leurs homologues masculins, autant de facteurs qui les rendent vulnérables.
La Haut-Commissaire des Nations unies aux droits de l'homme, Michelle Bachelet, a aussi rappelé que les paysans et les autres personnes travaillant en zone rurale contribuent à préserver la culture, l'environnement, les moyens de se nourrir et de vivre et les traditions des humains, et qu'il faut donc en tenir compte dans le cadre de l'Agenda 2030 pour le développement durable.

### Droits des paysans dans le monde

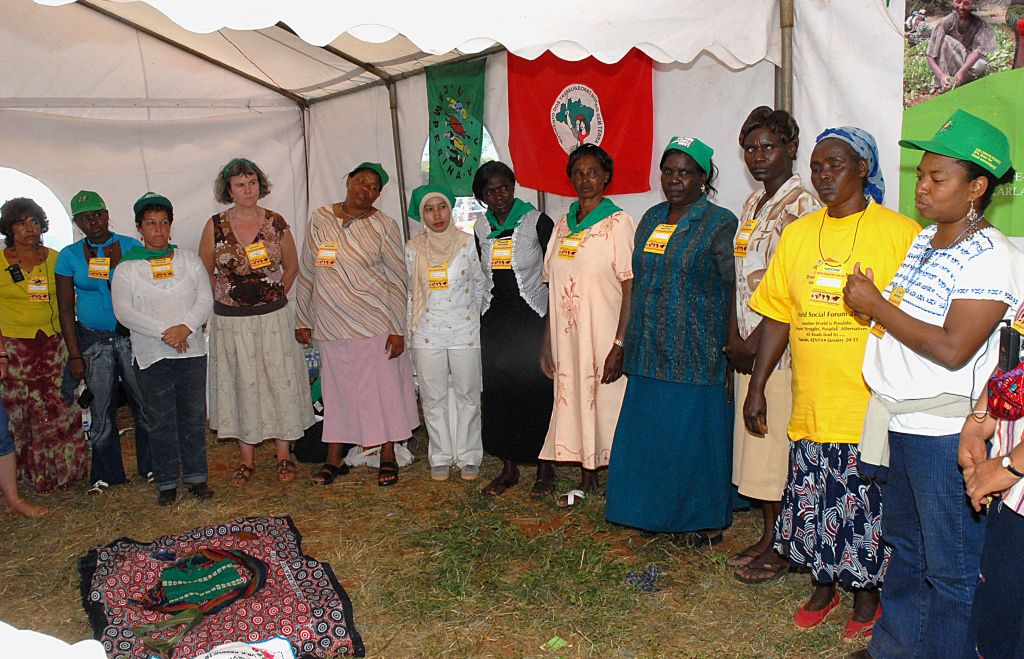
Femmes de Via Campesina, organisation internationale dont fait partie le Mouvement des sans-terre durant le septième forum social mondial, Nairobi, 2007.

La Déclaration des Nations Unies sur les droits des paysans et des autres personnes travaillant dans les zones rurales a été adoptée en décembre 2018 par l'Assemblée générale des Nations unies : elle proclame une série de droits humains spécifiques aux paysans,.

## Les paysans ou la paysannerie dans les arts

### Littérature

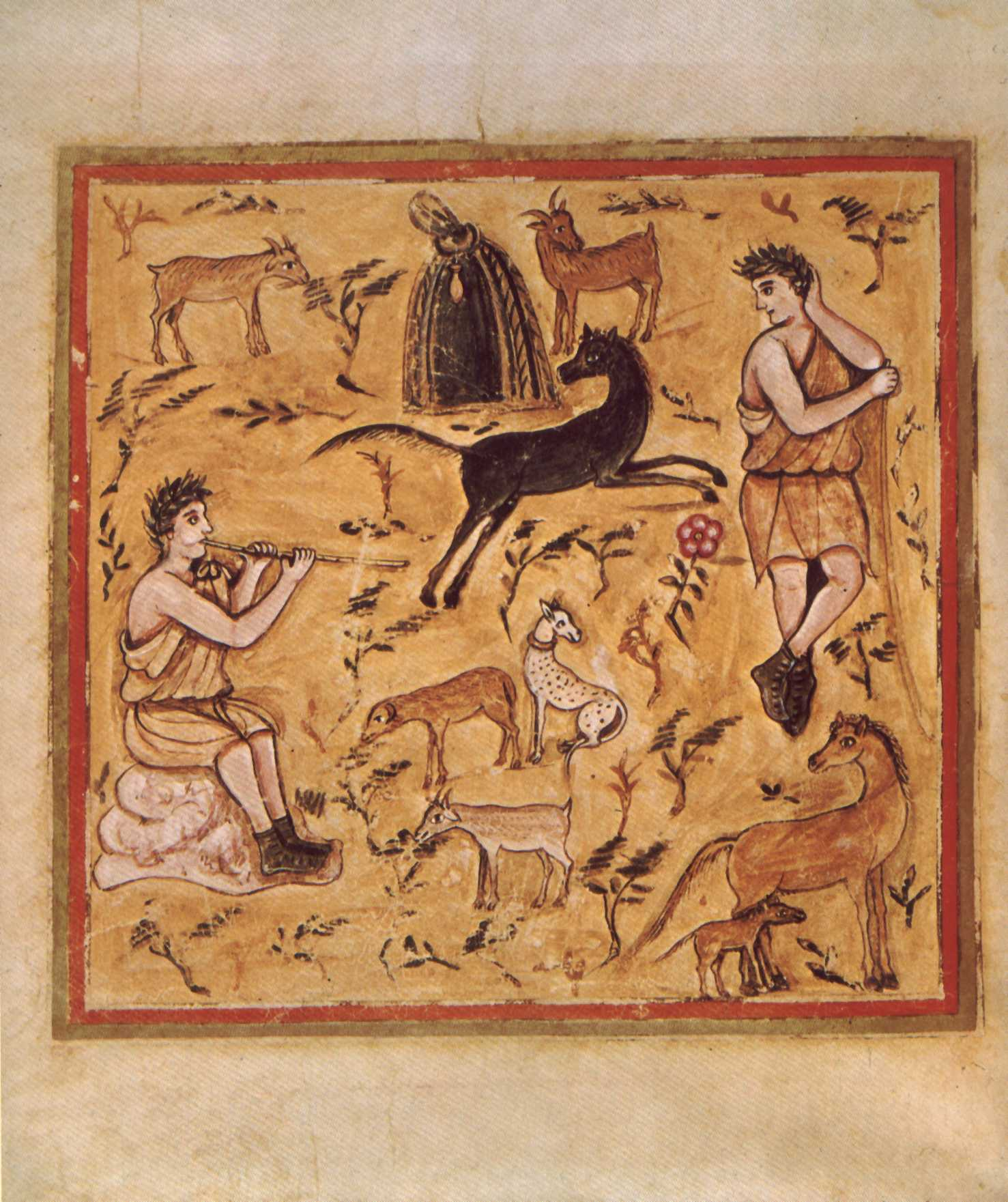
Illustration de l'élevage d'après les Bucoliques dans le Virgile romain (V)

Avant le XIXe siècle et dès l'Antiquité, les ouvrages concernant les paysans sont soit des traités d'agriculture, soit des ouvrages poétiques présentant la vie des paysans sous un jour idyllique. Le plus célèbre est sans doute les Bucoliques de Virgile (datant de -37). Même des écrivains connaissant très bien la vie des paysans comme Restif de la Bretonne (1734-1806) n'échappent pas à ce travers (La Vie de mon père). Cette situation ne change que vers 1850.

#### En France
Au fil des siècles, des ouvrages célèbres mettent en scène des paysans, tels Le Paysan parvenu (1735) de Marivaux, Les Paysans (1844), d'Honoré de Balzac, plusieurs romans ou nouvelles de George Sand, La Terre (1887) d'Émile Zola, Le Paysan de Paris (1926) de Louis Aragon, ou Regain (1930)  de Jean Giono.
À partir de la fin du XIXe siècle, apparaissent les écrivains dits régionalistes attachés à un terroir. Une partie de l'œuvre de George Sand peut être considérée comme précurseur en ce domaine, avec notamment La Mare au diable (1846), François le Champi ou (1848) La Petite Fadette (1849). Le roman Jacquou le Croquant (1896) d'Eugène Le Roy obtient un succès considérable. On peut encore citer Maria Chapdelaine (1913) de Louis Hémon dont le récit est situé au Québec.

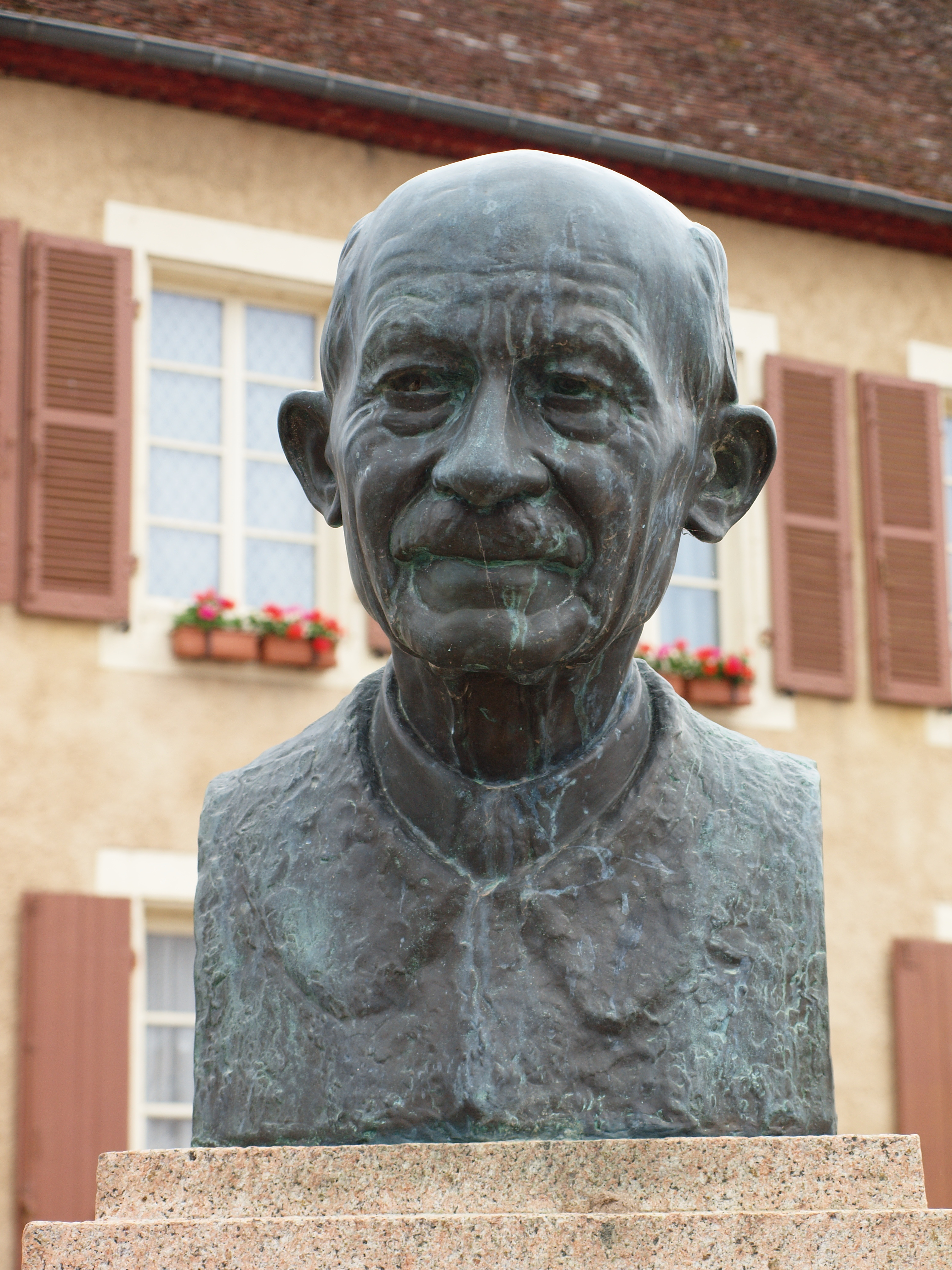
Buste d'Émile Guillaumin à Ygrande.

Le premier écrivain-paysan français à produire une œuvre remarquable est sans doute Émile Guillaumin avec La vie d'un simple (1904), racontant la vie d'un paysan du Bourbonnais. En 1920, Ernest Pérochon (Les Gardiennes, Les Creux de maisons), instituteur fils de petits paysans, du Bocage bressuirais obtient le Prix Goncourt pour Nêne. Le succès de la littérature de terroir ne se démentira plus ensuite.

#### En Europe
- Ramuz : Aline (1905) (Suisse)
- Peter Rosegger : Jakob der Letzte (1887) (Autriche)
- Jeremias Gotthelf : Le miroir des paysans (1837) (Allemagne)
- Berthold Auerbach : Auf der Höhe (1865) (Allemagne)
- John Clare : Poems Descriptive of Rural Life and Scenery (1820) (Royaume Uni)
- Thomas Hardy : Tess d'Urberville (1891)  (Royaume-Uni)

#### En Russie
- Léon Tolstoï : Une paysanne russe (1902) — récit dicté vers 1882 par Anissia Skvortsova à Tatiana Kouzminskaia (la belle sœur de l'écrivain) et publié en 1902 par Tolstoï[réf. nécessaire]. On trouve aussi de très intéressantes descriptions de la paysannerie russe et discussions sur la politique agricole russe dans Anna Karénine (1877).
- Alexandre Serafimovitch, Le Torrent de fer[25] (1924)
- Leonid Leonov, Les Blaireaux[25] (original russe paru en 1924, traduction française parue en 1931)

Nombre d'autres auteurs russes ou soviétiques ont écrit sur les paysans, dont Lidia Seïfoullina, Vsevolod Ivanov, Isaac Babel, Dmitri Fourmanov, Mikhail Cholokhov. La collectivisation en Union soviétique a aussi été prise en compte par des auteurs, dont Nikolai Kotchine, Kouzma Gorbounov, Ivan Makarov, Vassili Koudachev, Fedor Panferov.

### Enluminures du Moyen-Âge

Les paysans représentés dans les enluminures
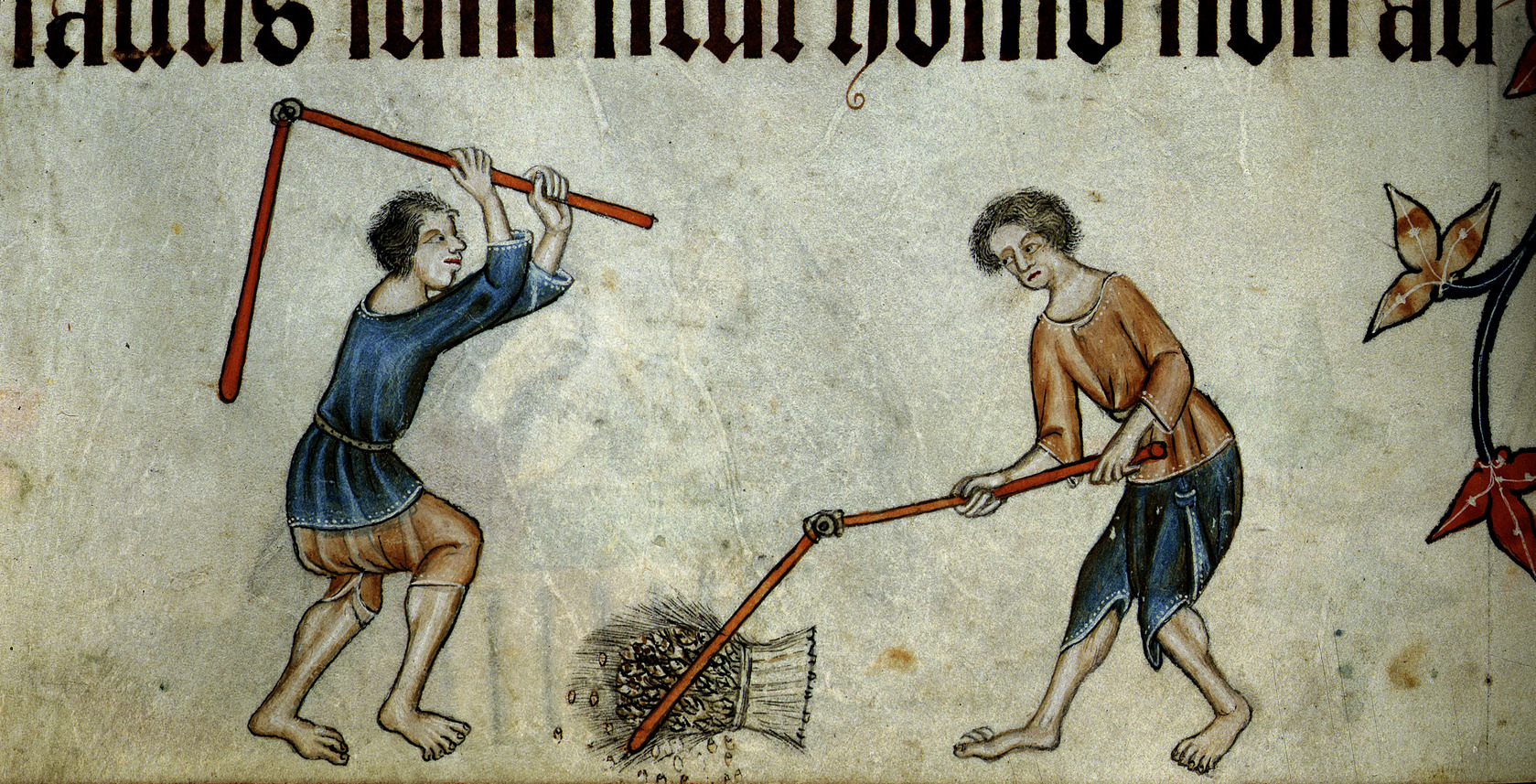
battage du blé
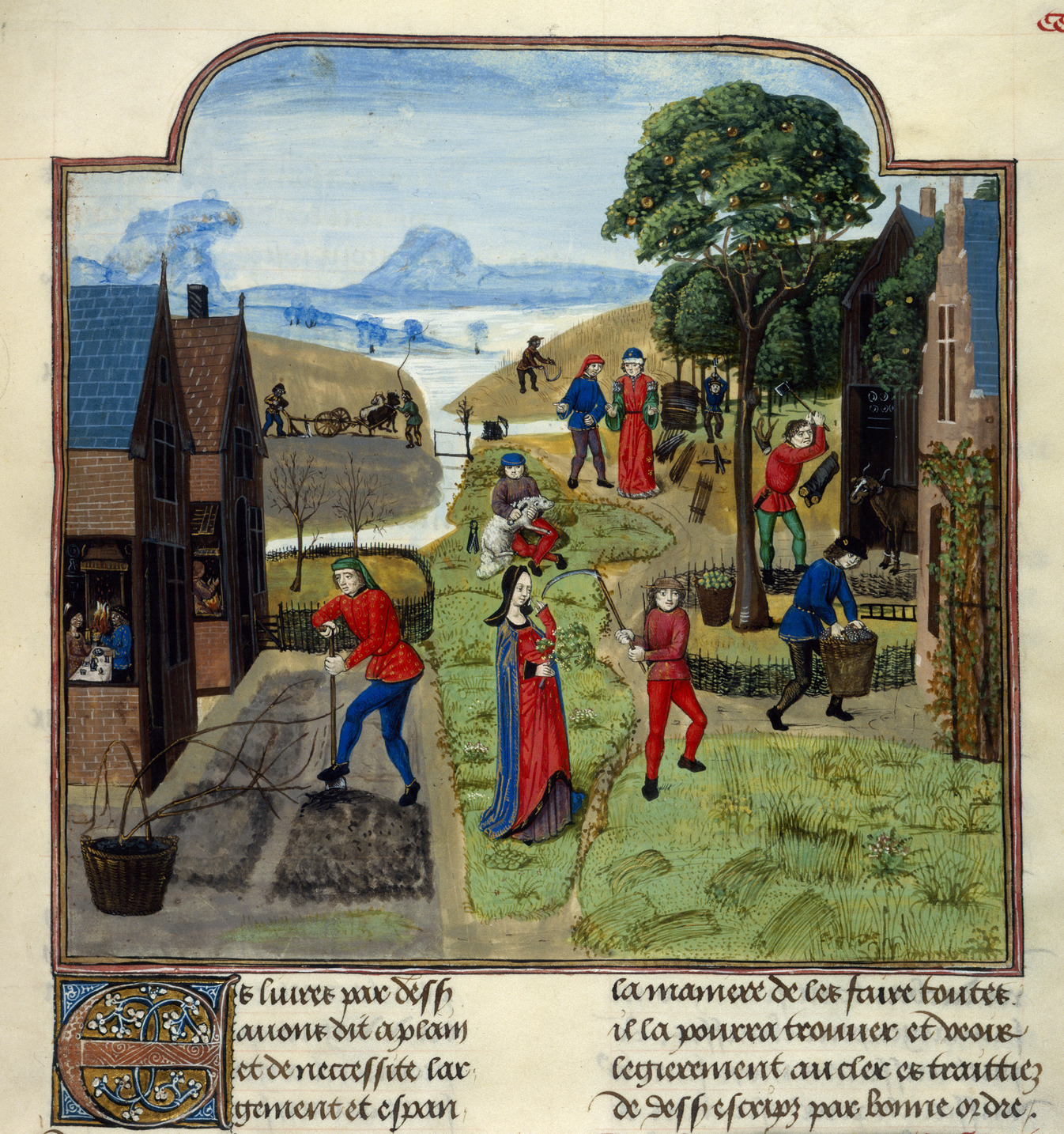
des activités villageoises
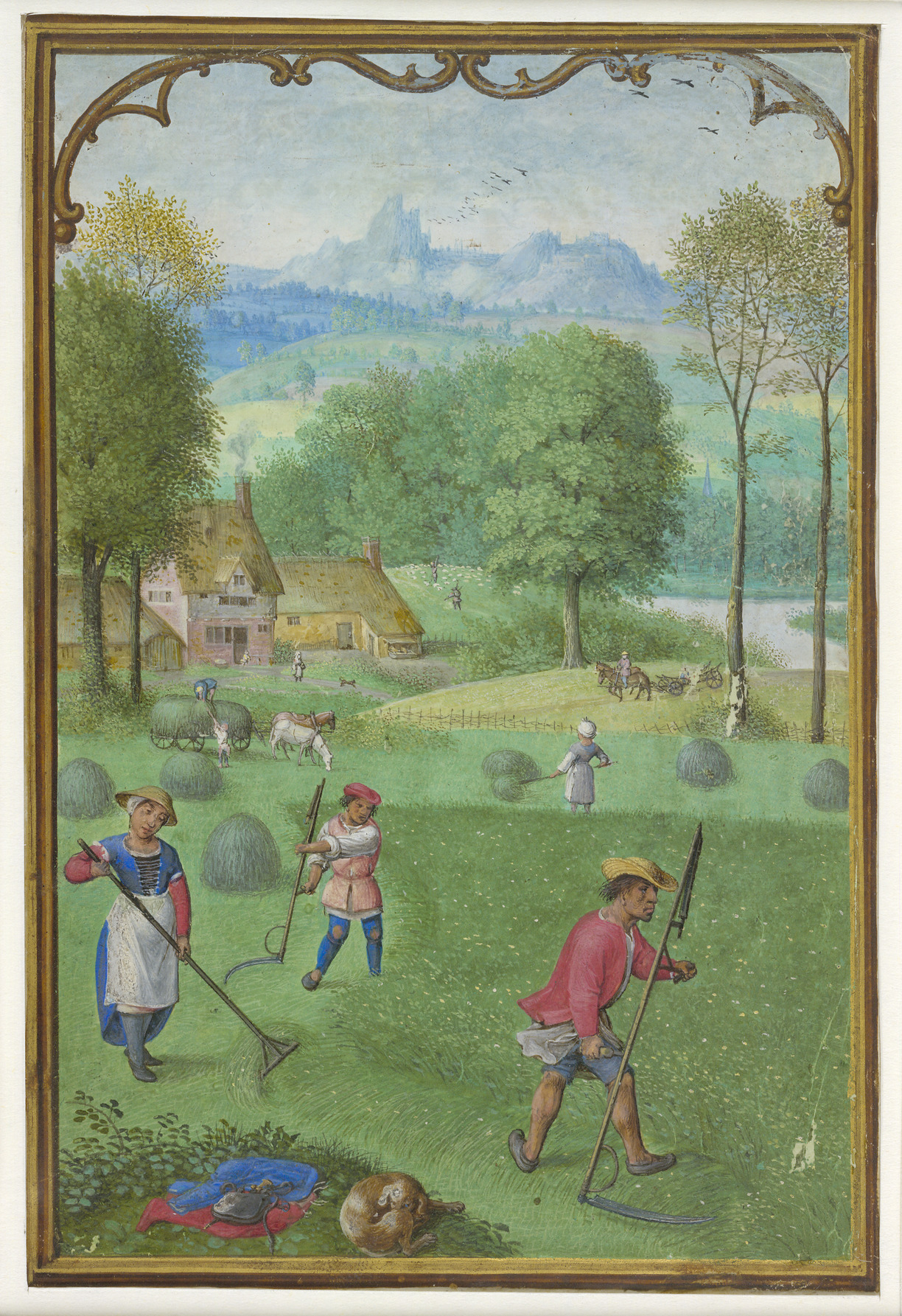
la fenaison
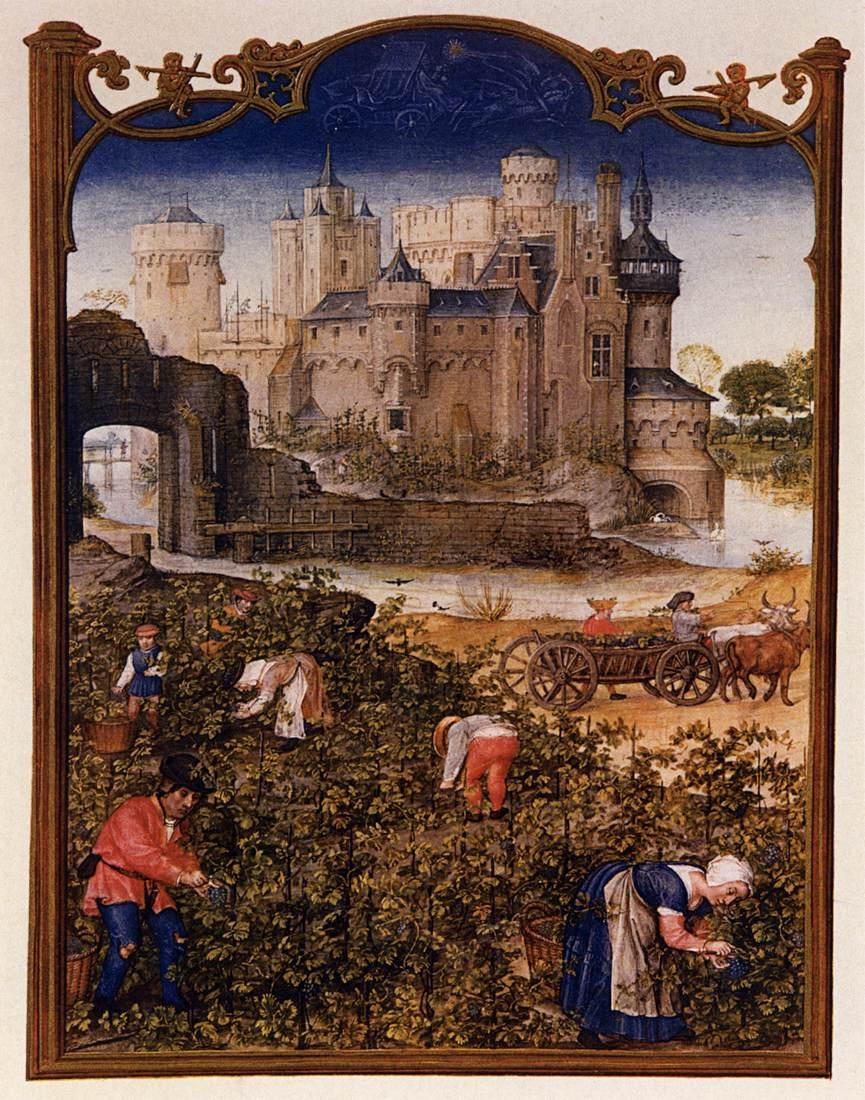
vendange
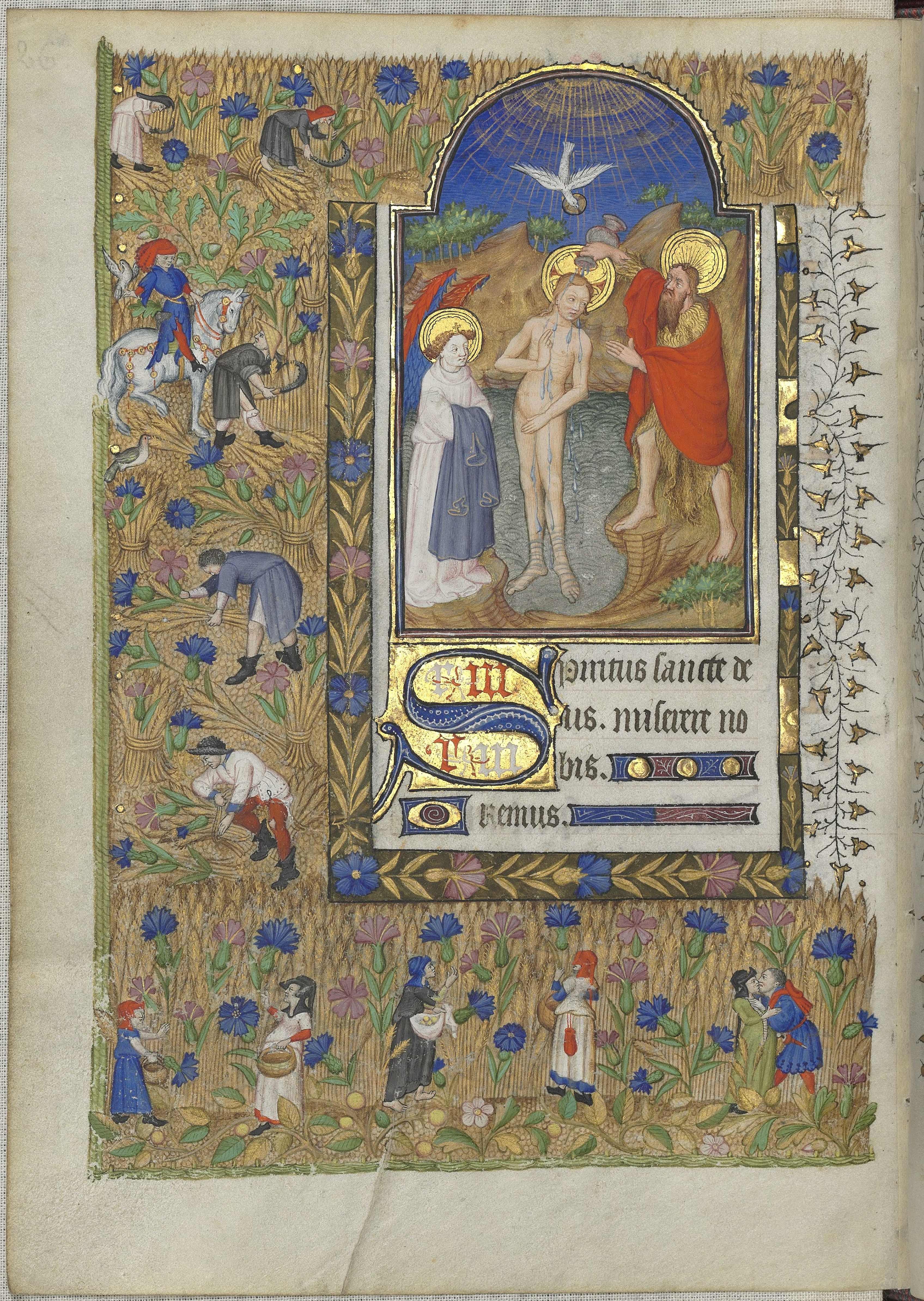
récolte et moisson
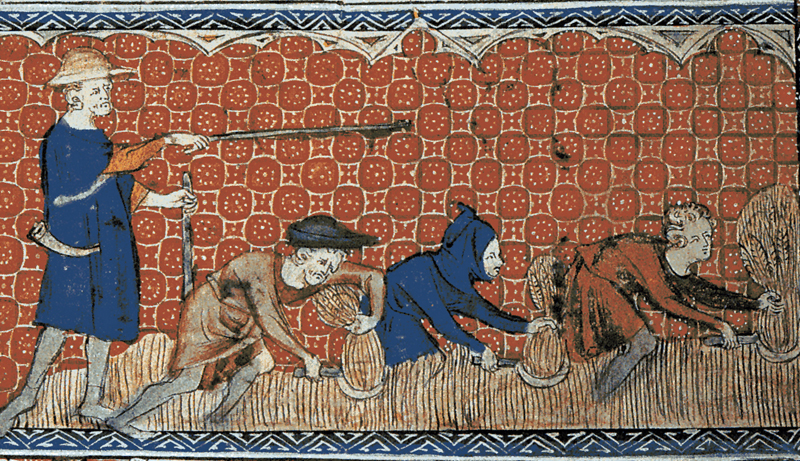
Serfs sous la férule du régisseur.

### Peinture
Différents artistes peintres ont réalisé des œuvres prenant pour thème le paysan ou la paysannerie, à différentes époques.
Il en est ainsi de Louis Le Nain (1593-1648) dans les années 1630-1640.
- La paysannerie en peinture XVIe – XVIIe siècle

La paysannerie en peinture
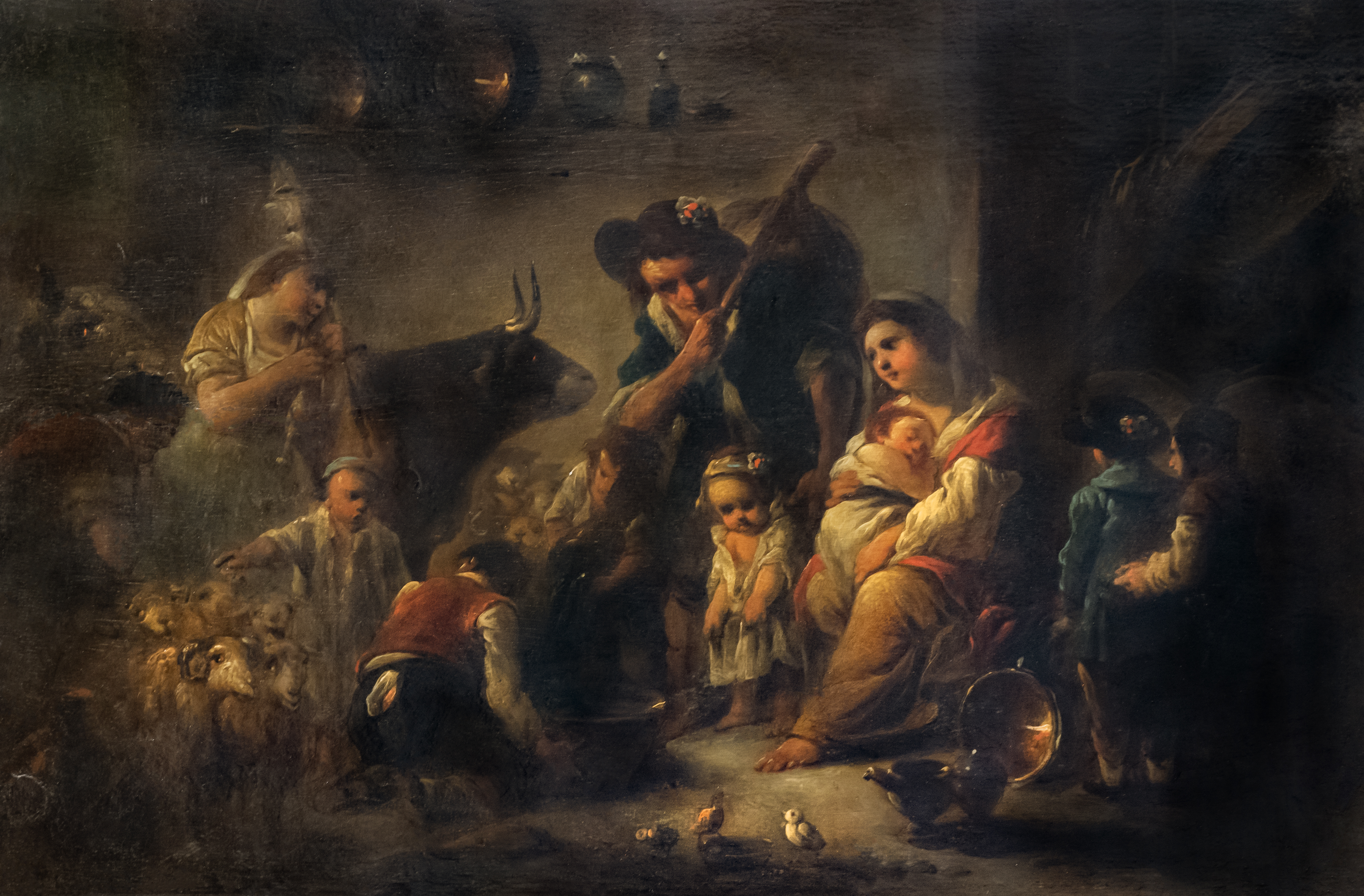
Famille de Paysans dans un intérieur, Jacques Gamelin, avant 1803
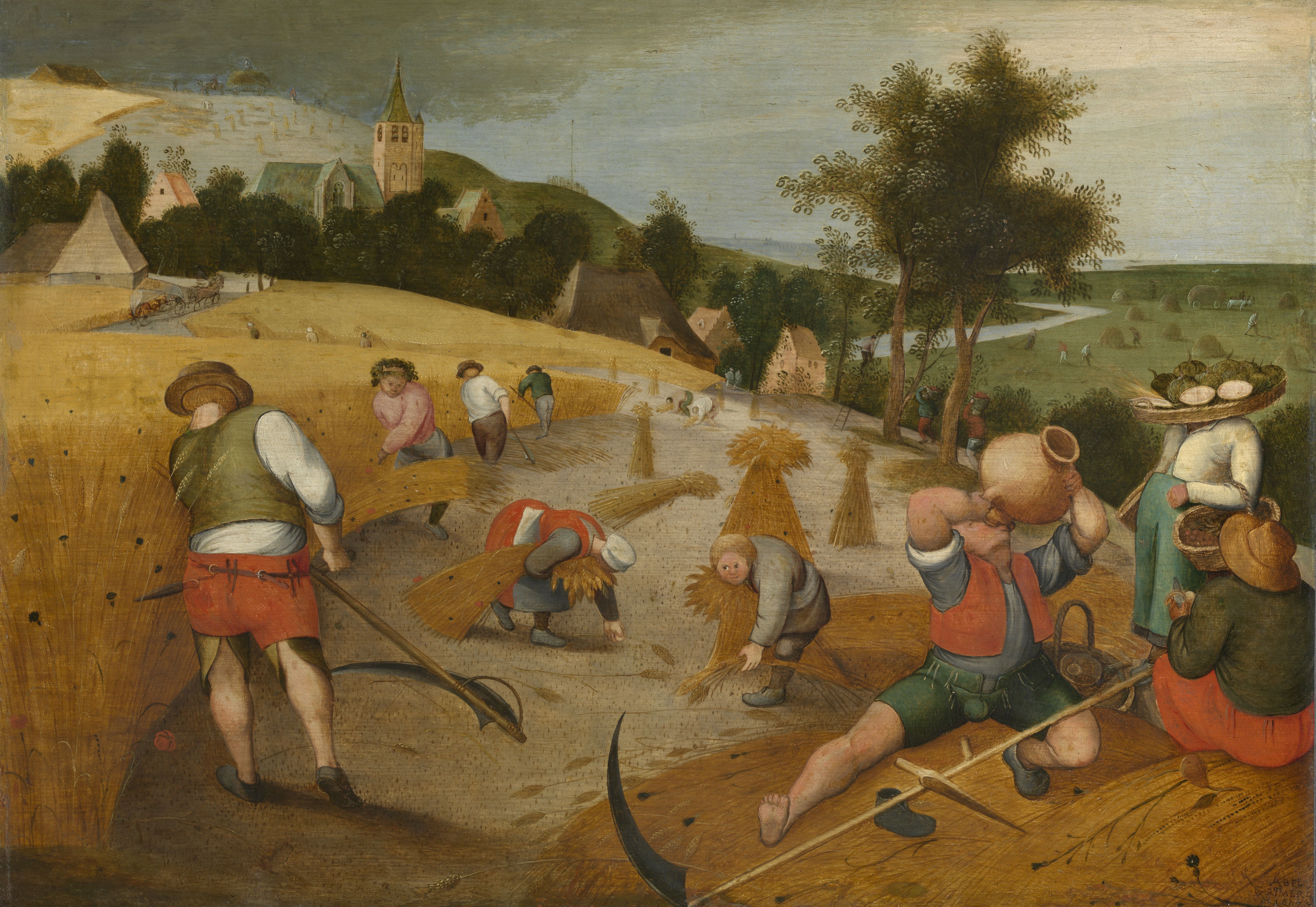
L'été, par Abel Grimmer, 1607.
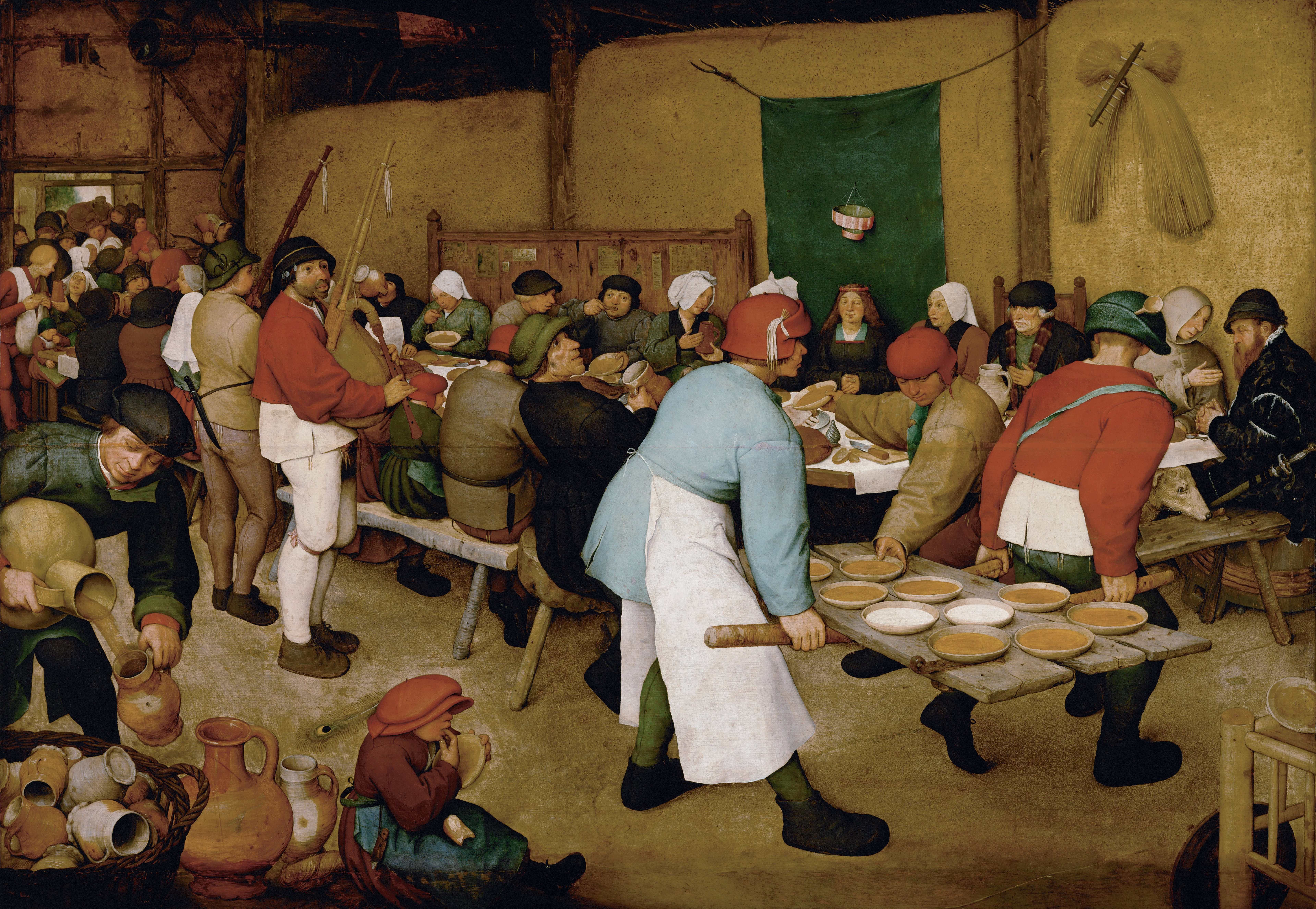
Le repas de noces, par le peintre flamand Pieter Brueghel l'Ancien 1566-69.
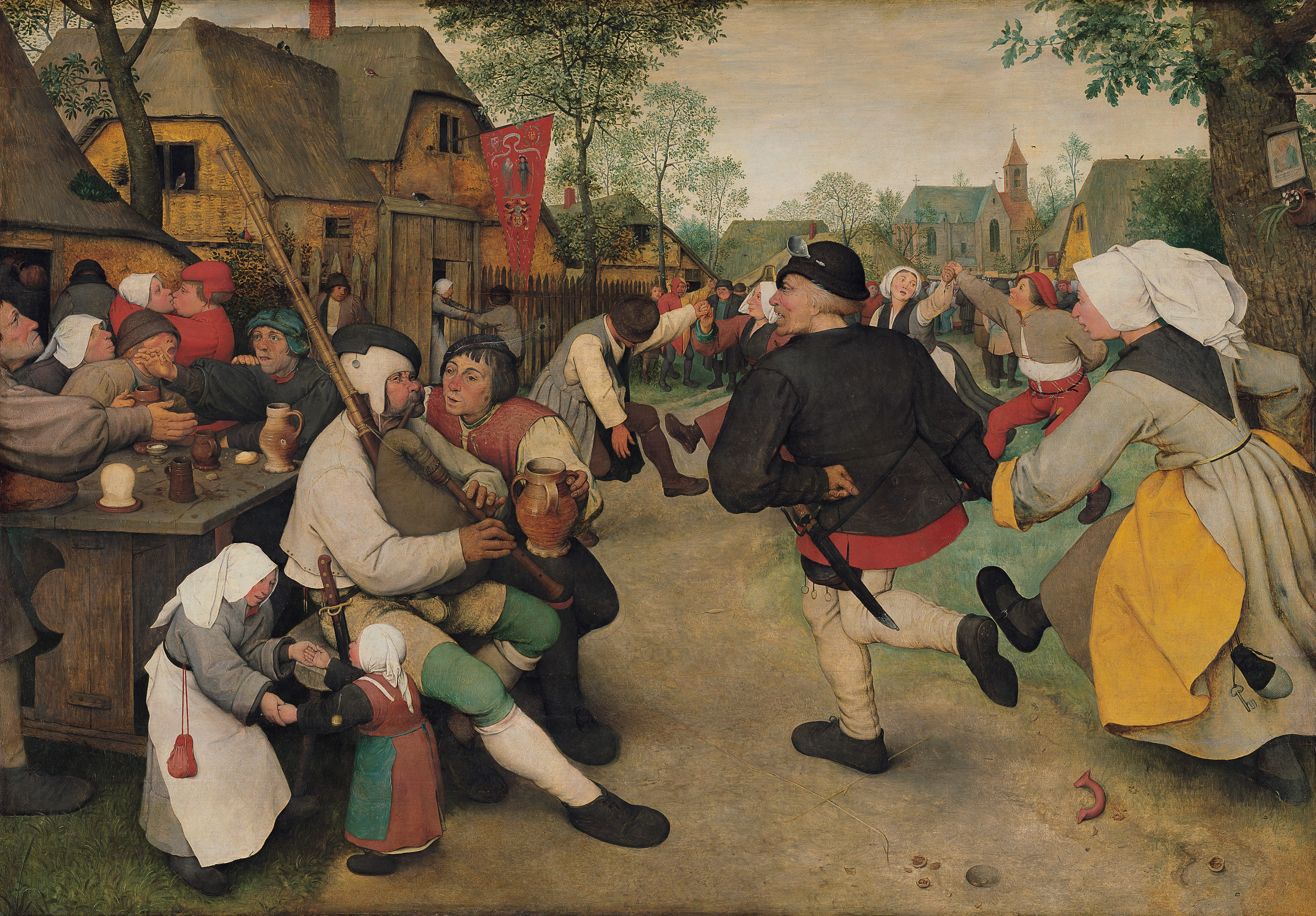
La danse paysanne, par Pieter Brueghel l'Ancien, 1567.
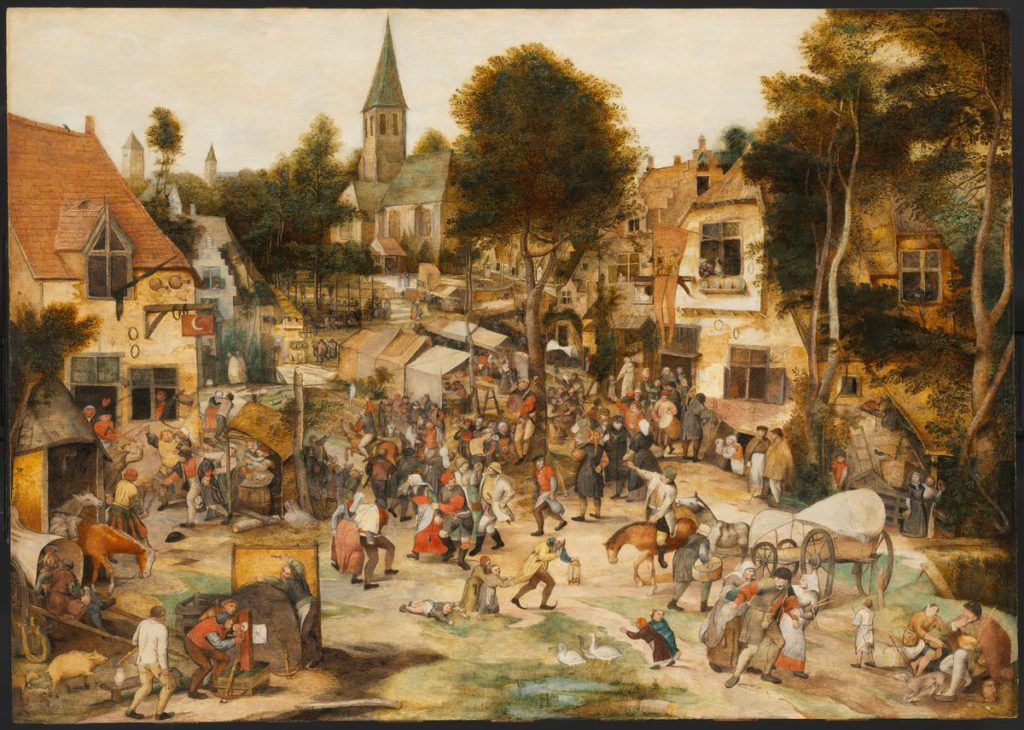
Fête de village, par Pieter Brueghel le Jeune, 2e moitié du XVIe siècle.
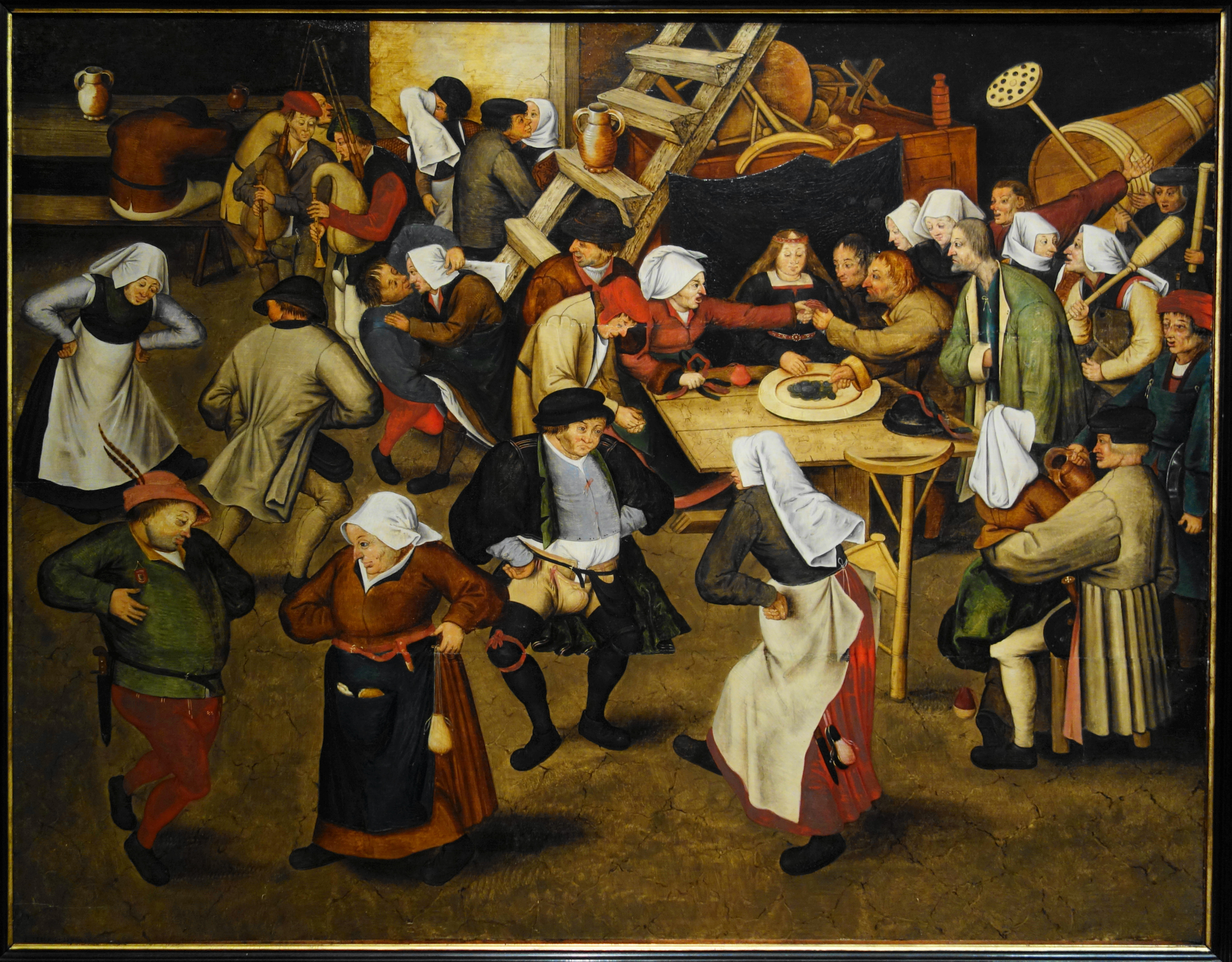
Mariage paysan, par Pieter Brueghel le Jeune, 1620.
Les moissonneurs, par Pieter Bruegel l'Ancien,1565.
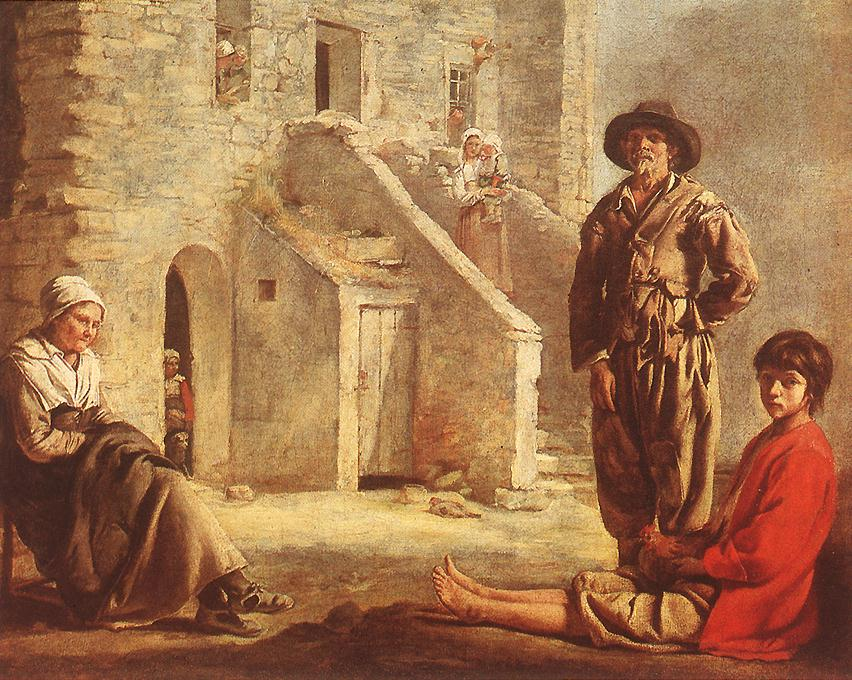
Paysans à la porte de leur maison, par les Frères Le Nain années 1640.
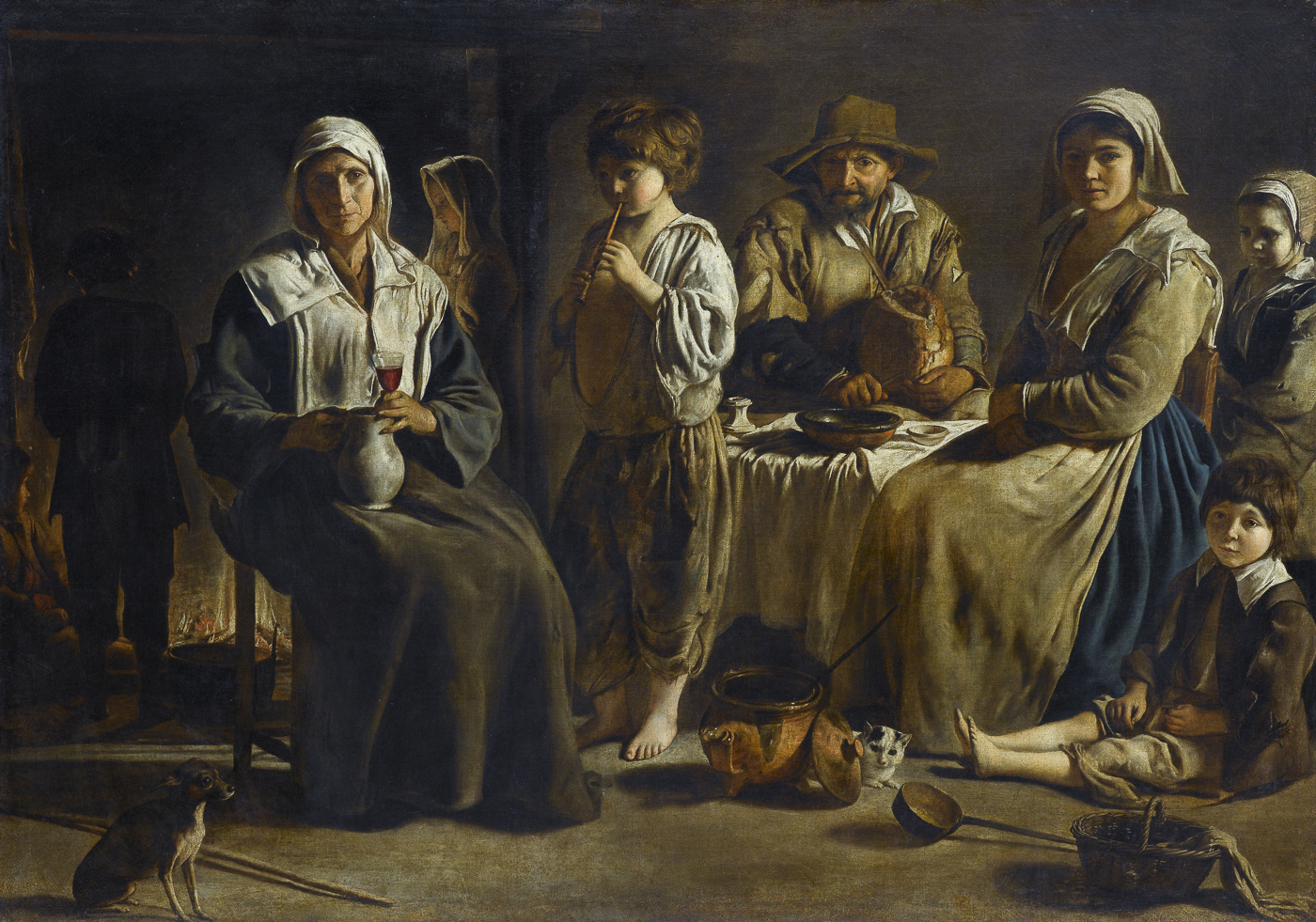
Famille de paysans (Antoine Le Nain ou Louis Le Nain, vers 1645).
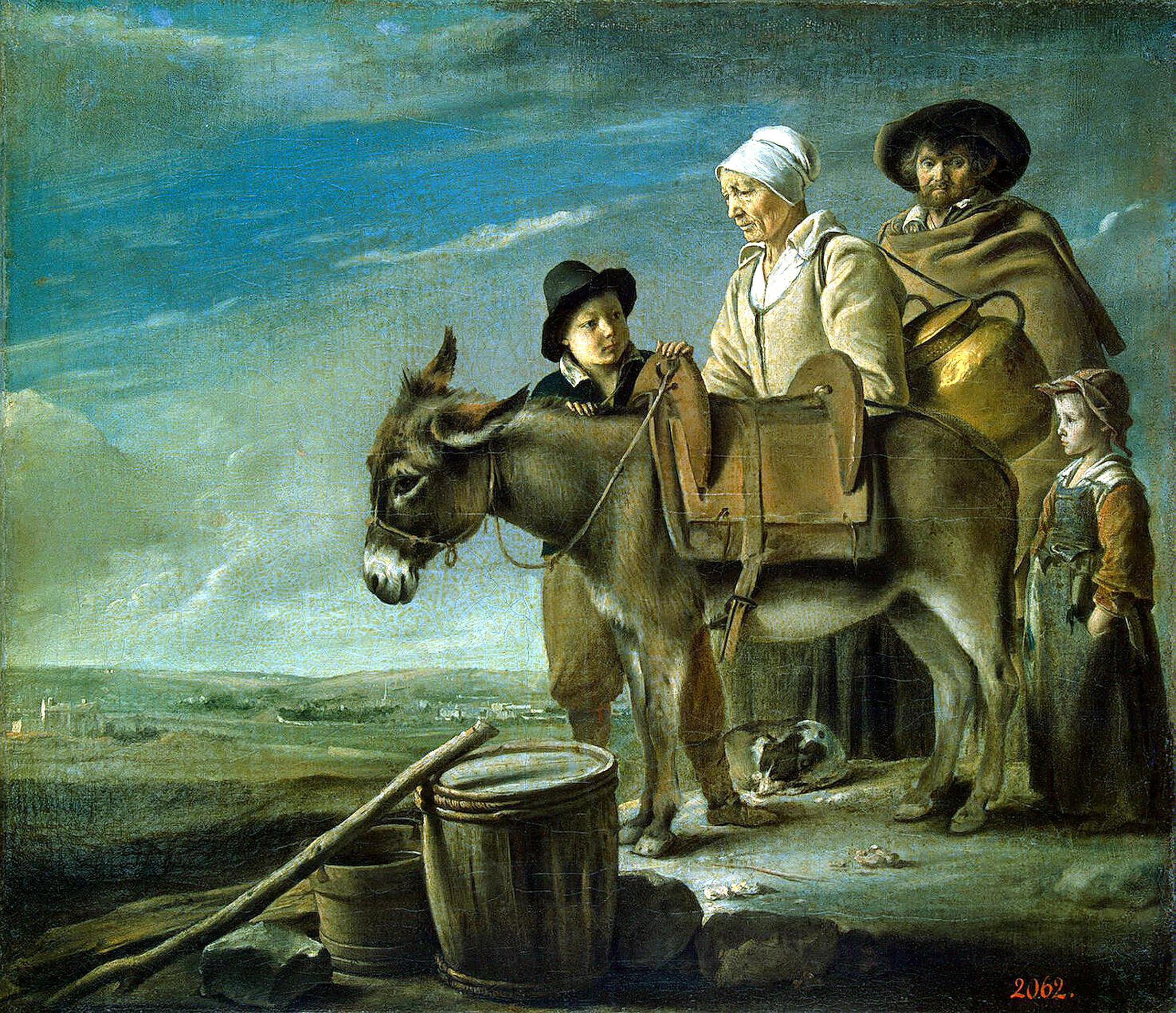
La famille de la laitière, par Louis Le Nain, années 1640.

La paysannerie en peinture XIXe siècle
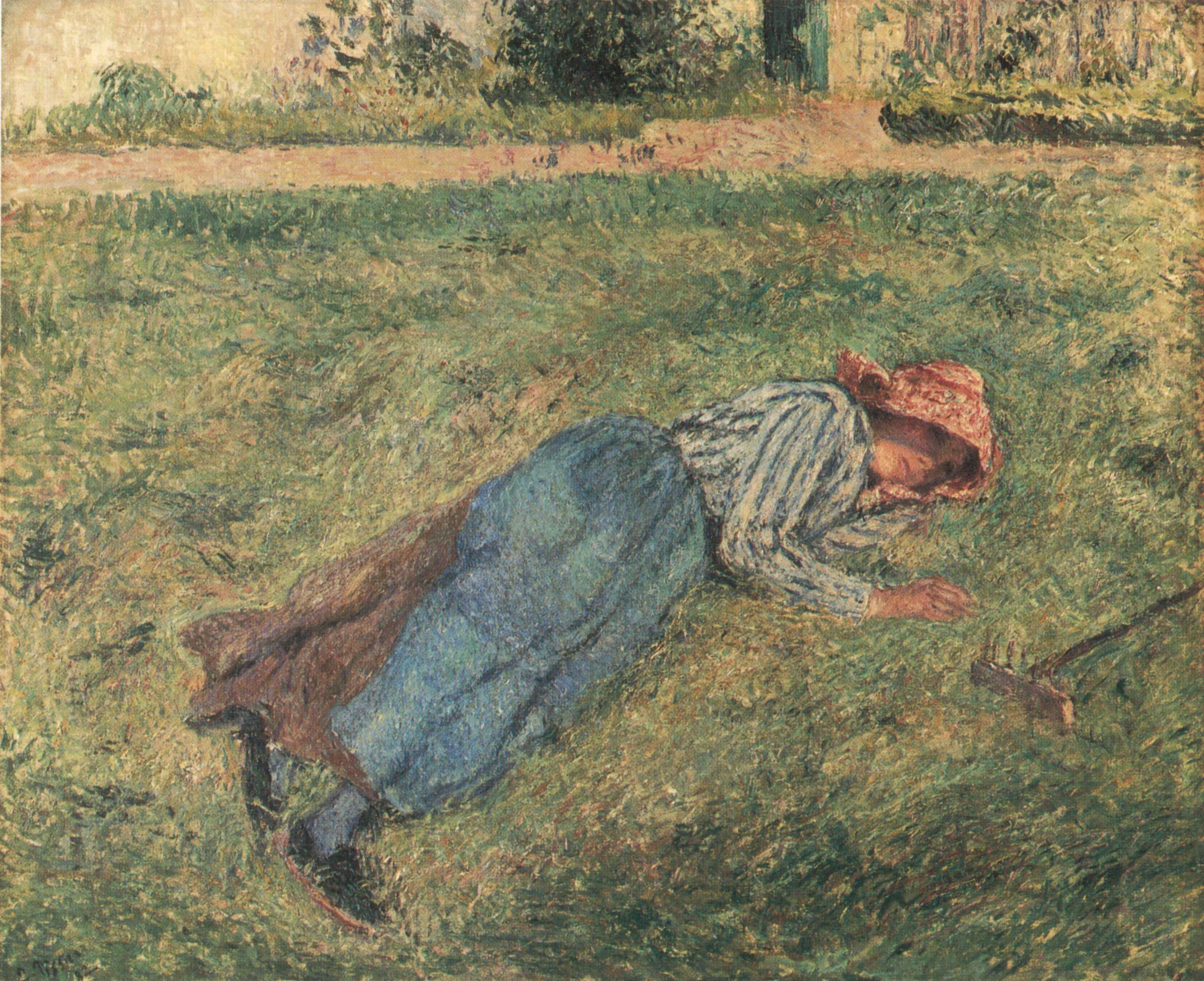
Le repos, paysanne couchée dans l'herbe de Camille Pissarro (1882)
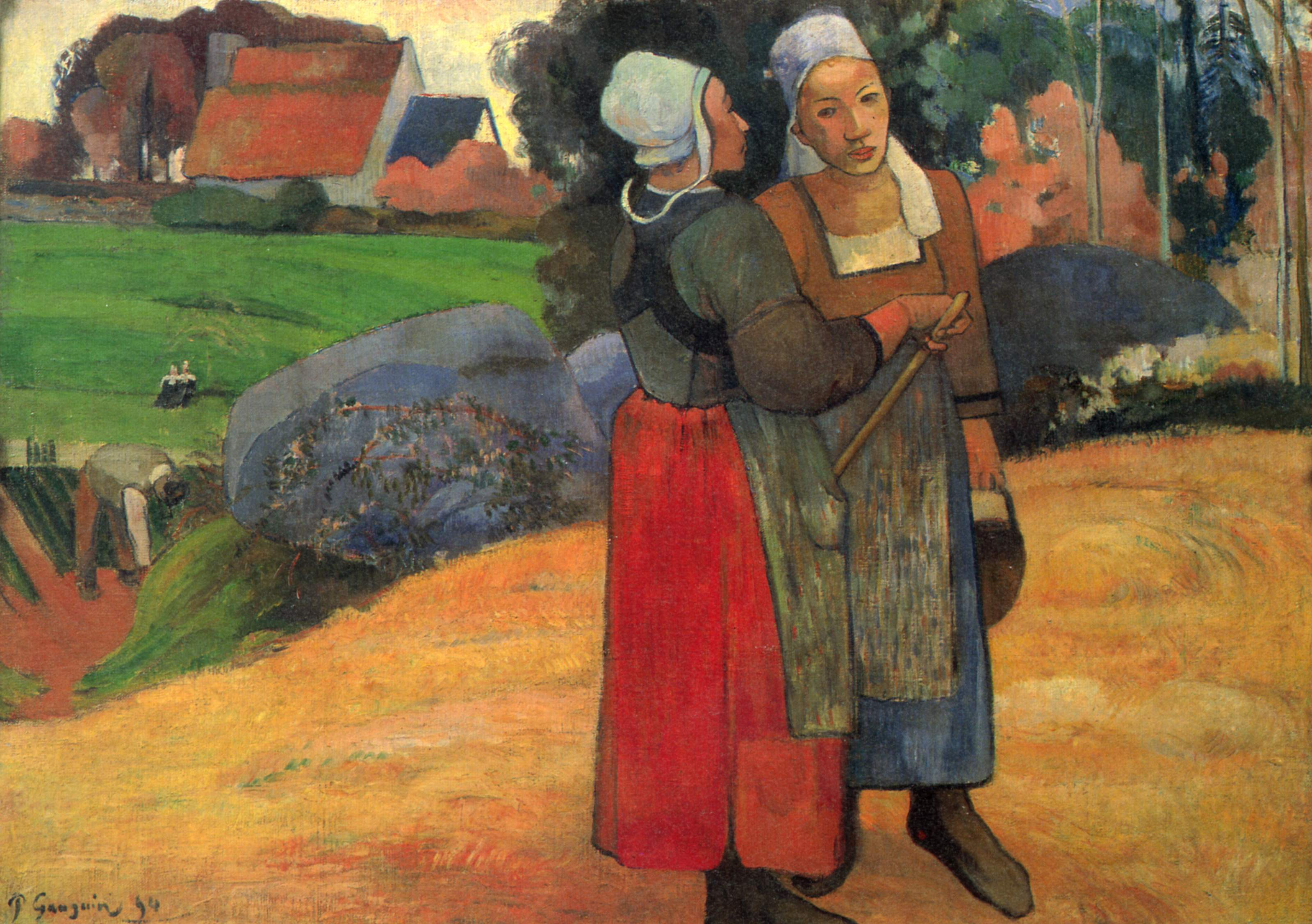
Paysannes bretonnes de Paul Gauguin (1894))
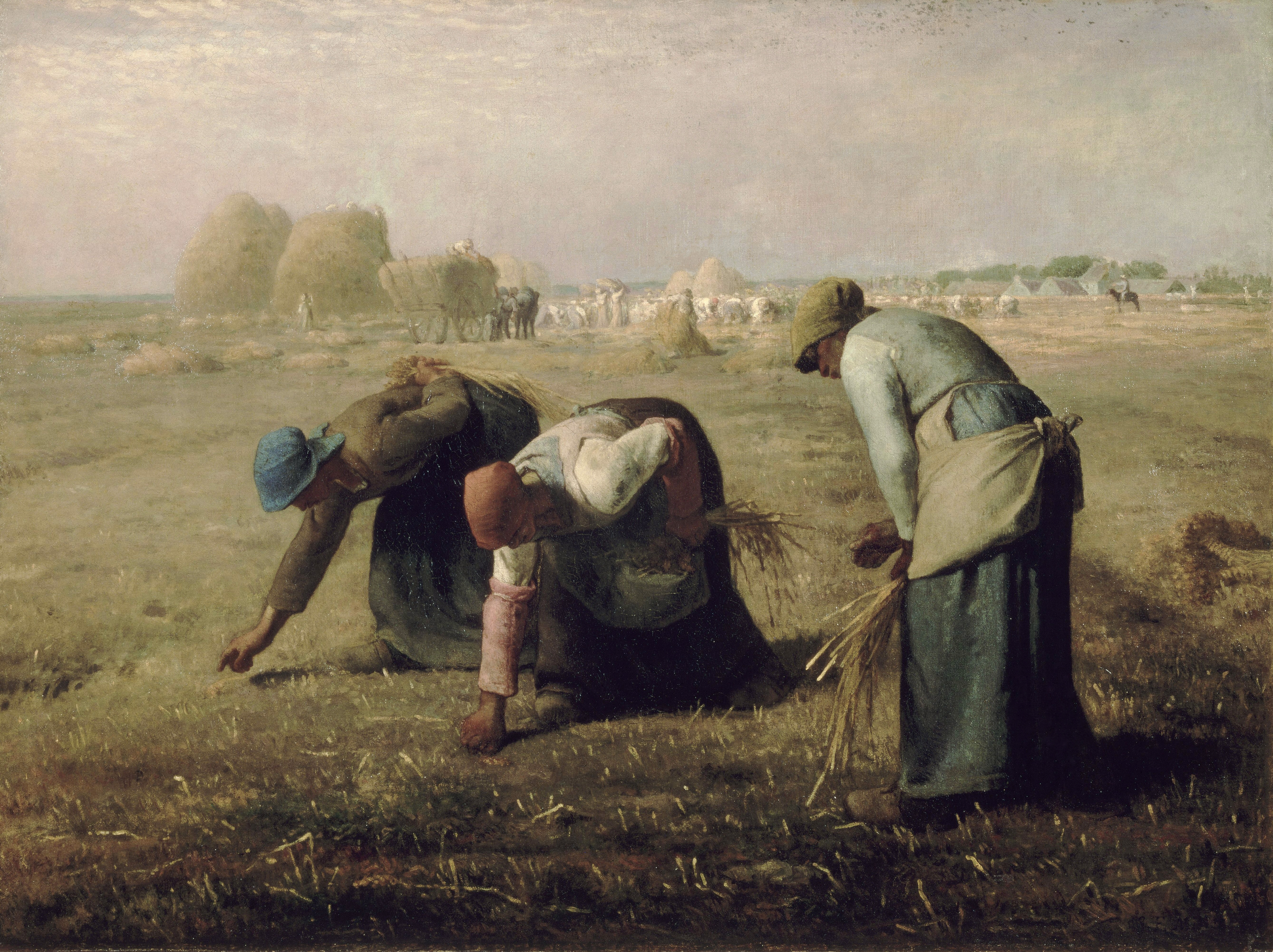
Des glaneuses, par Jean-François Millet, France, 1857.

### Cinéma et télévision
Plusieurs films de fiction font apparaître des paysans, comme La Terre (1969, Égypte) de Youssef Chahine, Maudite pluie ! (2011, Inde) de Satish Manwar, Holy Field Holy War (2014, Pologne) de Lech Kowalski, Bella e perduta (2015, Italie) de Pietro Marcello, Les Gardiennes (2017, France) de Xavier Beauvois, ou Petit Paysan (2017, France) d'Hubert Charuel,. Dans l'ancienne Union soviétique, des réalisateurs tels Alexandre Dovjenko, Boris Barnet ou Sergueï Eisenstein ont aussi fait des « films paysans ». Selon Raphaël Nieuwjaer, le cinéma français s'est particulièrement intéressé aux paysans, davantage que d'autres pays, au travers de fictions mais aussi de documentaires. Certains de ces films traitent en particulier des conditions de vie de certains paysans : c'est le cas des Raisins de la colère (1940, États-Unis) de John Ford (d'après le roman de John Steinbeck), L'Hiver dernier (2011, Belgique, France, Suisse) de John Shank, Promised Land (2013, États-Unis) de Gus Van Sant, Petit paysan, ou Au nom de la terre (2019, France) d'Édouard Bergeon,.
Les séries télévisées elles aussi s'emparent du monde paysan, comme Le Champ Dolent, le roman de la Terre, (2002, Belgique, France), Jeux d'influence (2019, France) de Jean-Xavier de Lestrade et Antoine Lacombiez.
Différents films documentaires traitent de la vie paysanne, comme Farrebique (1947) et Biquefarre (1983) de Georges Rouquier, la trilogie Profils paysans (2001-2008) de Raymond Depardon, Les fils de la terre (2012) d'Édouard Bergeon ou Les vaches n'auront plus de nom (2019) d'Hubert Charuel.
Profils paysans, série de films documentaires français réalisés par Raymond Depardon dans les années 2000.

#### Étymologie
- Académie française, Dictionnaire de l'Académie française, Paris, Impr. nationale, 1992, 9e éd. (1re éd. 1694) (BNF 34336852, lire en ligne)
- CNRTL, « paysan, -anne » (notice étymologique), sur www.cnrtl.fr, CNRS, UMR ATILF
- CNRTL, « paysan, -anne » (notice lexicographique), sur www.cnrtl.fr, CNRS, UMR ATILF
- Albert Dauzat, Jean Dubois et Henri Mitterand, Nouveau dictionnaire étymologique et historique, Paris, Larousse, 1971, 2e éd. (1re éd. 1938) (BNF 35201474)
- Alain Rey (dir.), Dictionnaire historique de la langue française, Paris, Le Robert, 2012 (BNF 42686472, présentation en ligne)

#### Sociologie et histoire
- Estelle Deléage, « Les paysans dans la modernité », Revue Française de Socio-Économie, vol. 9, no 1,‎ 2012 (ISSN 1966-6608 et 2104-3833, DOI 10.3917/rfse.009.0117, lire en ligne, consulté le 23 juin 2021)
- Estelle Deléage, « Paysans malgré tout ! », Ecologie & politique, vol. no 31, no 2,‎ 2005 (ISSN 1166-3030 et 2118-3147, DOI 10.3917/ecopo.031.0013, lire en ligne, consulté le 23 juin 2021)
- Yves Dupont, « Pourquoi faut-il pleurer les paysans ? », Ecologie & politique, vol. no 31, no 2,‎ 2005, p. 25 - 40 (lire en ligne, consulté le 23 juin 2021)
- Daniel Faucher, Le paysan et la machine, Éd. de Minuit, coll. « L'Homme et la machine » (no 6), 1954 (BNF 32093777, lire en ligne)
- Christophe Foucault, Jean-Luc Mayaud et Armand Barniaudy, « Les Paysans », Études, vol. tome 410,‎ 2009, p. 663-672 (lire en ligne)
- Louis Malassis, L'épopée inachevée des paysans du monde, Paris, Fayard, 2004 (BNF 39211555)
- Jean-Marc Moriceau, La mémoire des croquants : chroniques de la France des campagnes, 1435-1652, Paris, Tallandier, 2018 (BNF 45598734)

#### Arts
- Michel Bezbakh, « Du hors-champ plein les champs : dix (bons) films sur le monde paysan », Télérama,‎ 31 janvier 2021 (lire en ligne)
- Cathy Lafon, « Des Raisins de la colère à Petit paysan : quand le cinéma s’engage pour les agriculteurs », Sud-Ouest (France),‎ 25 septembre 2019 (lire en ligne, consulté le 24 juin 2021)
- Raphaël Nieuwjaer, « Panorama du cinéma paysan », Études - Revue de culture contemporaine,‎ février 2020 (lire en ligne, consulté le 24 juin 2021)
- Vsevolod Sourganov, « Le paysan dans le roman soviétique » (Politique et littérature), Le Monde diplomatique,‎ août 1975 (lire en ligne)

#### Histoire de la paysannerie en France et dans le monde
- Condition paysanne en France
  - Paysannerie dans la Révolution française
  - Condition paysanne en France du XIXe au XXIe siècle
  - Condition paysanne en France depuis 1945

#### Guerres et rebellions
- Révolution agricole
- Guerre des paysans de 1653
- Guerre des Paysans allemands
- Rébellion paysanne du Donghak

#### Activités paysannes
- Agriculture vivrière
- Agriculture familiale
- Ferme familiale
- Jardins familiaux
- Autoconsommation, Semence fermière, Semence paysanne
- Paysan-boulanger

#### Documentaire
- Le Temps des paysans

#### Patrimoine lié à la paysannerie
- Patrimoine rural
- Patrimoine agricole
- Patrimoine culturel immatériel

#### Droits sociaux
- Économie familiale
- Journée internationale des femmes rurales
- Organisation des Nations unies pour l'alimentation et l'agriculture (FAO)